# Muzeum Historii Żydów Polskich Polin

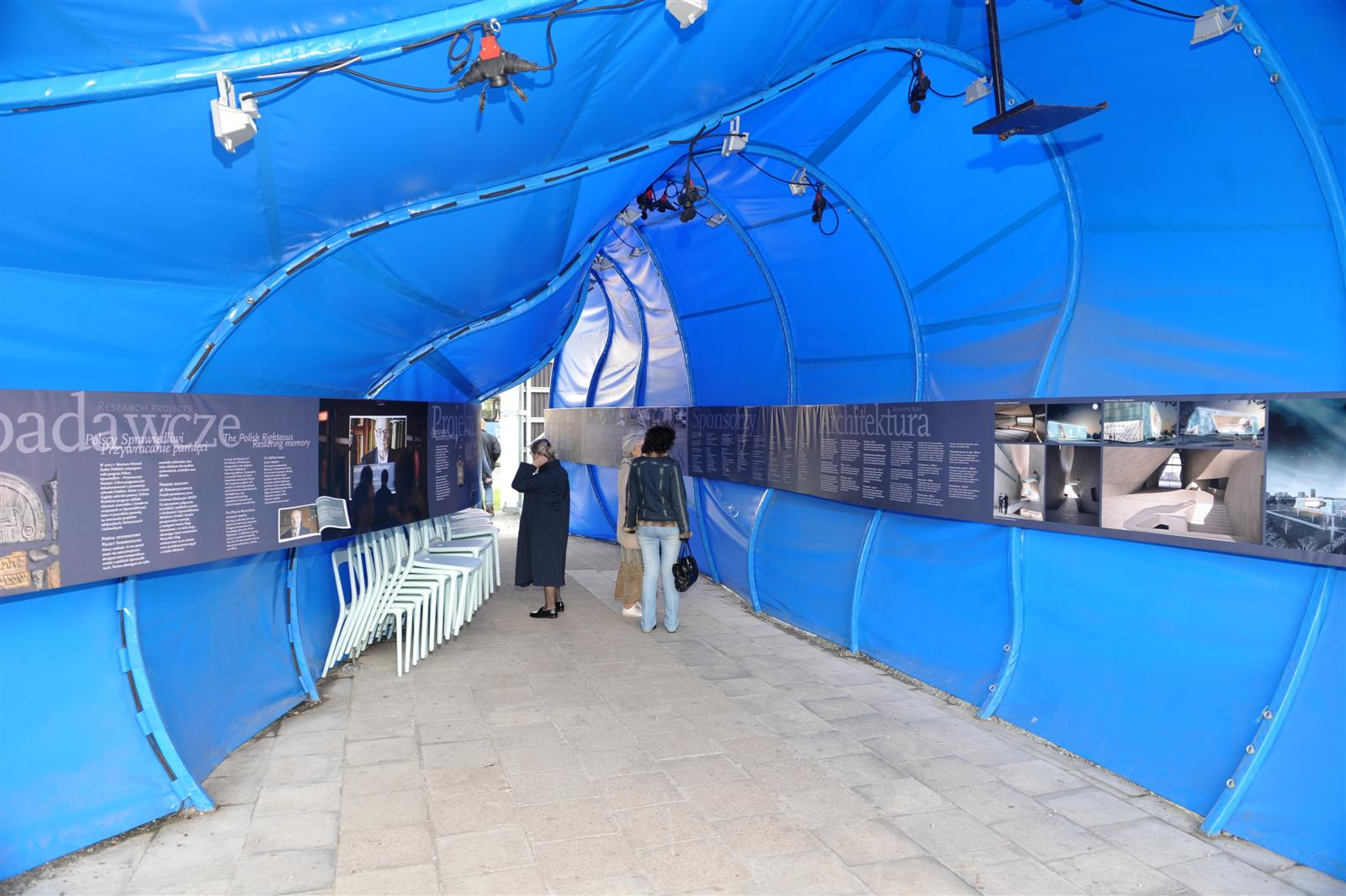
Instalacja artystyczna Namiot pełniąca w latach 2006–2009 rolę punktu informacyjnego o nowo powstającym muzeum

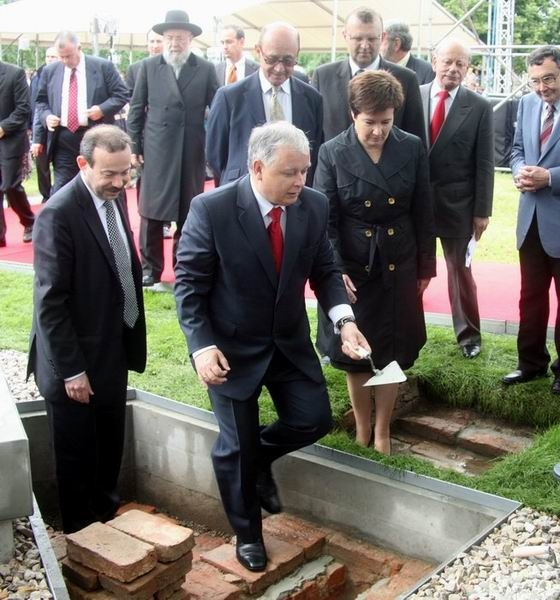
Uroczystość wmurowania aktu erekcyjnego Muzeum Historii Żydów Polskich przez prezydenta Lecha Kaczyńskiego (26 czerwca 2007)

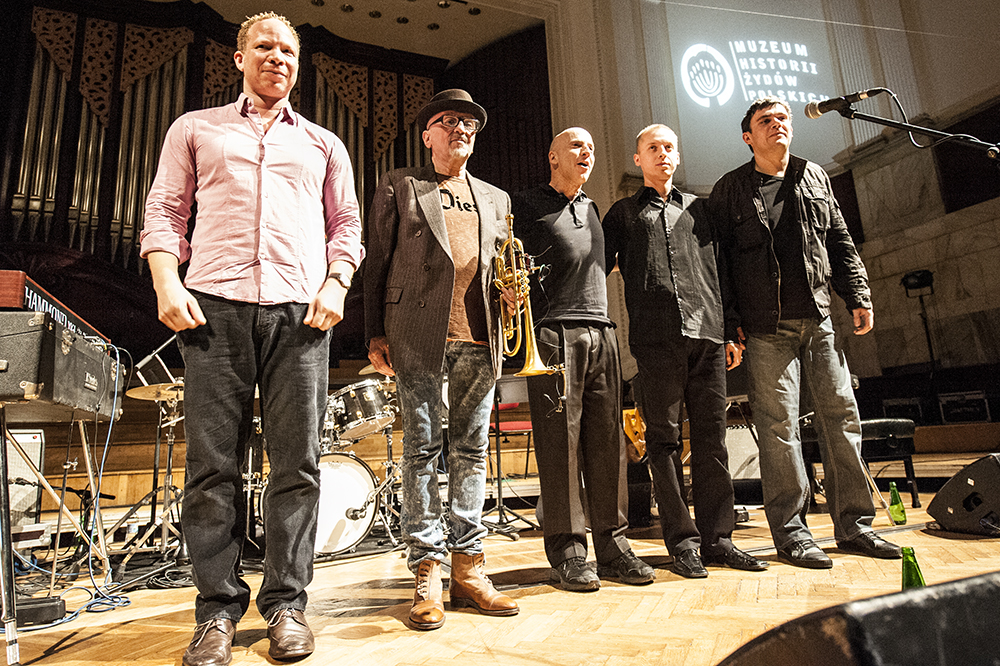
Koncert zespołu Tomasza Stańki w Filharmonii Narodowej w grudniu 2010 dedykowany budowanemu muzeum

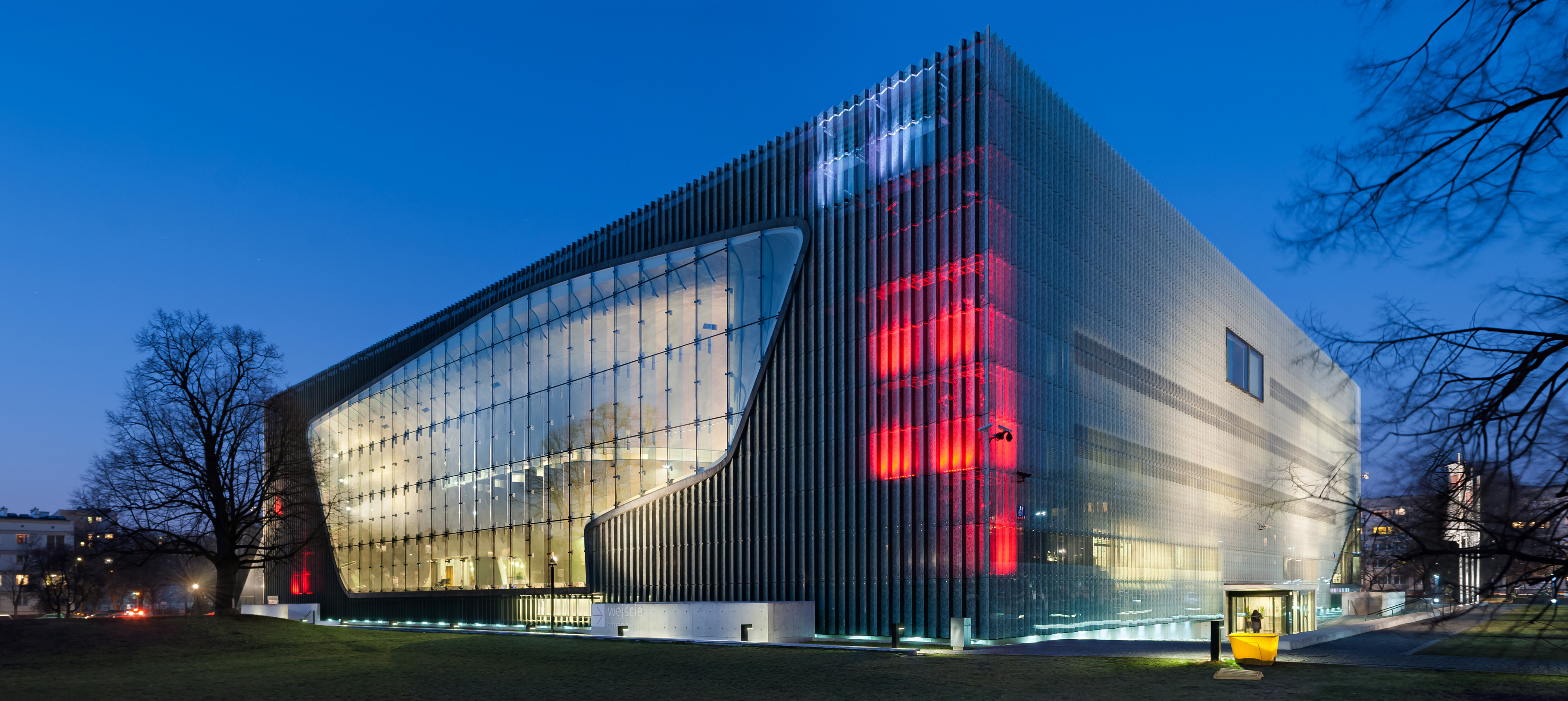
Gmach muzeum od strony ulic Karmelickiej i Anielewicza

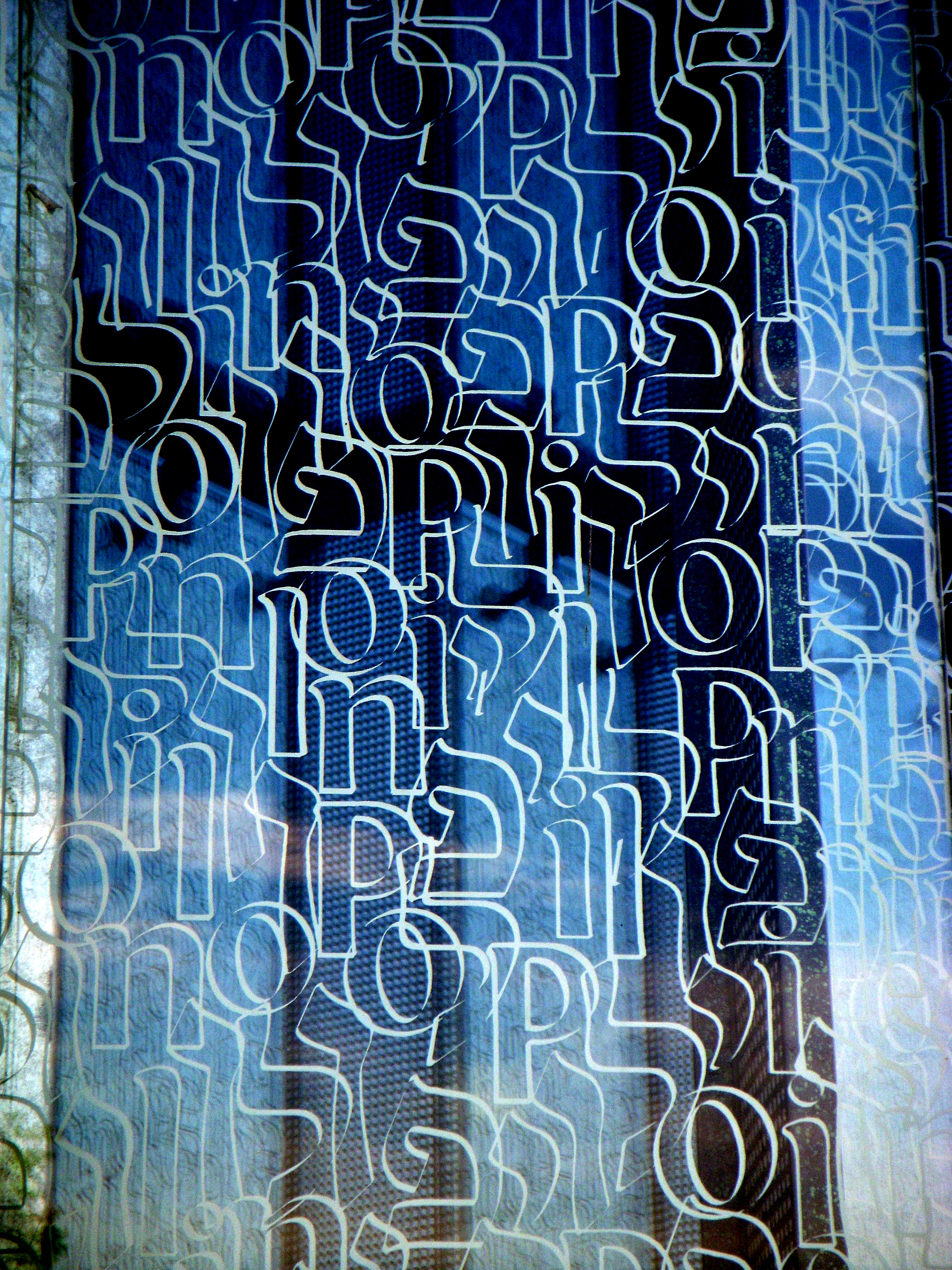
Szklane tafle na fasadzie z polskimi i hebrajskimi literami występującymi w słowie Polin

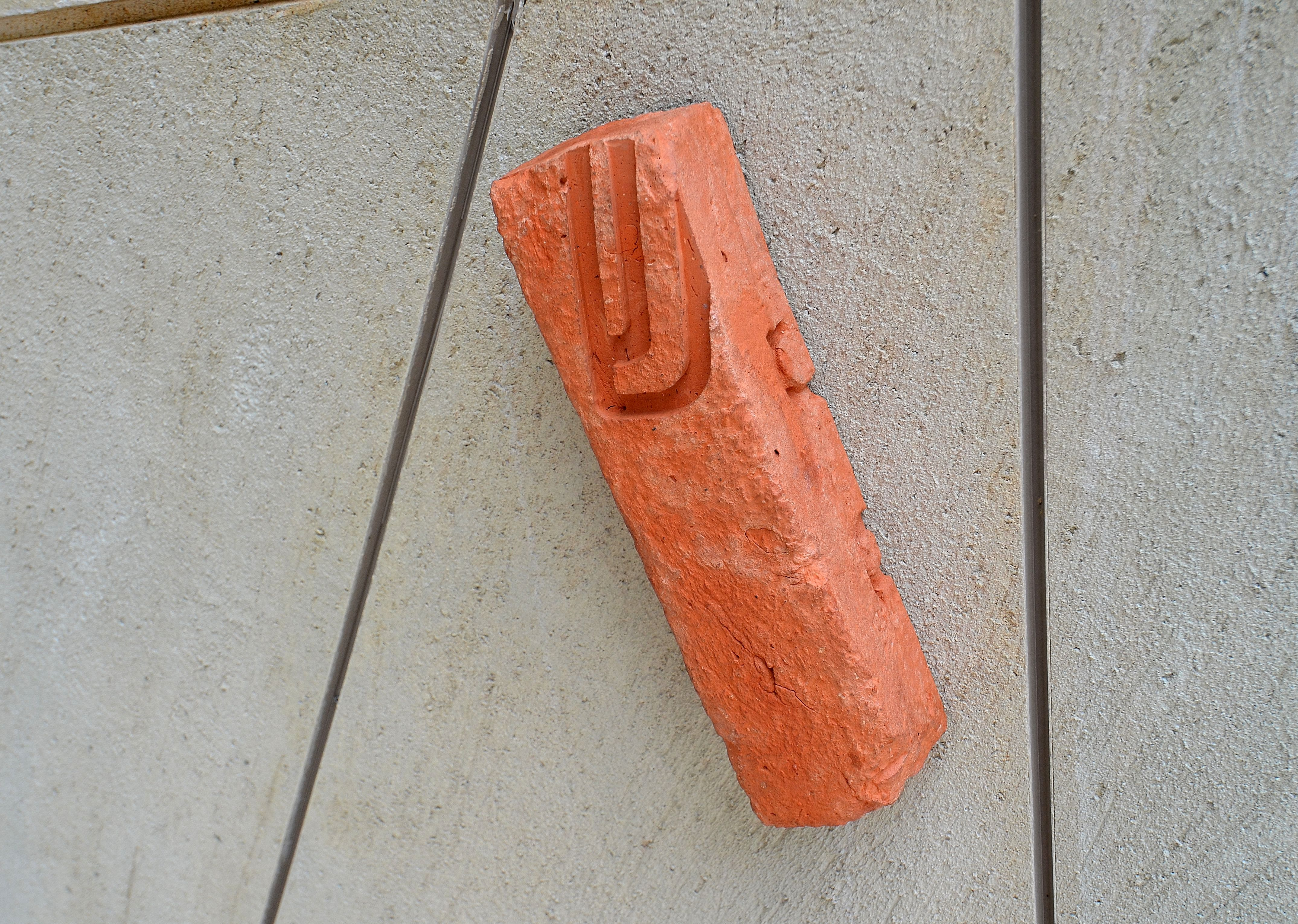
Mezuza przy wejściu do muzeum wykonana z połówki cegły pochodzącej z fundamentu nieistniejącego domu przy ul. Nalewki 10/12

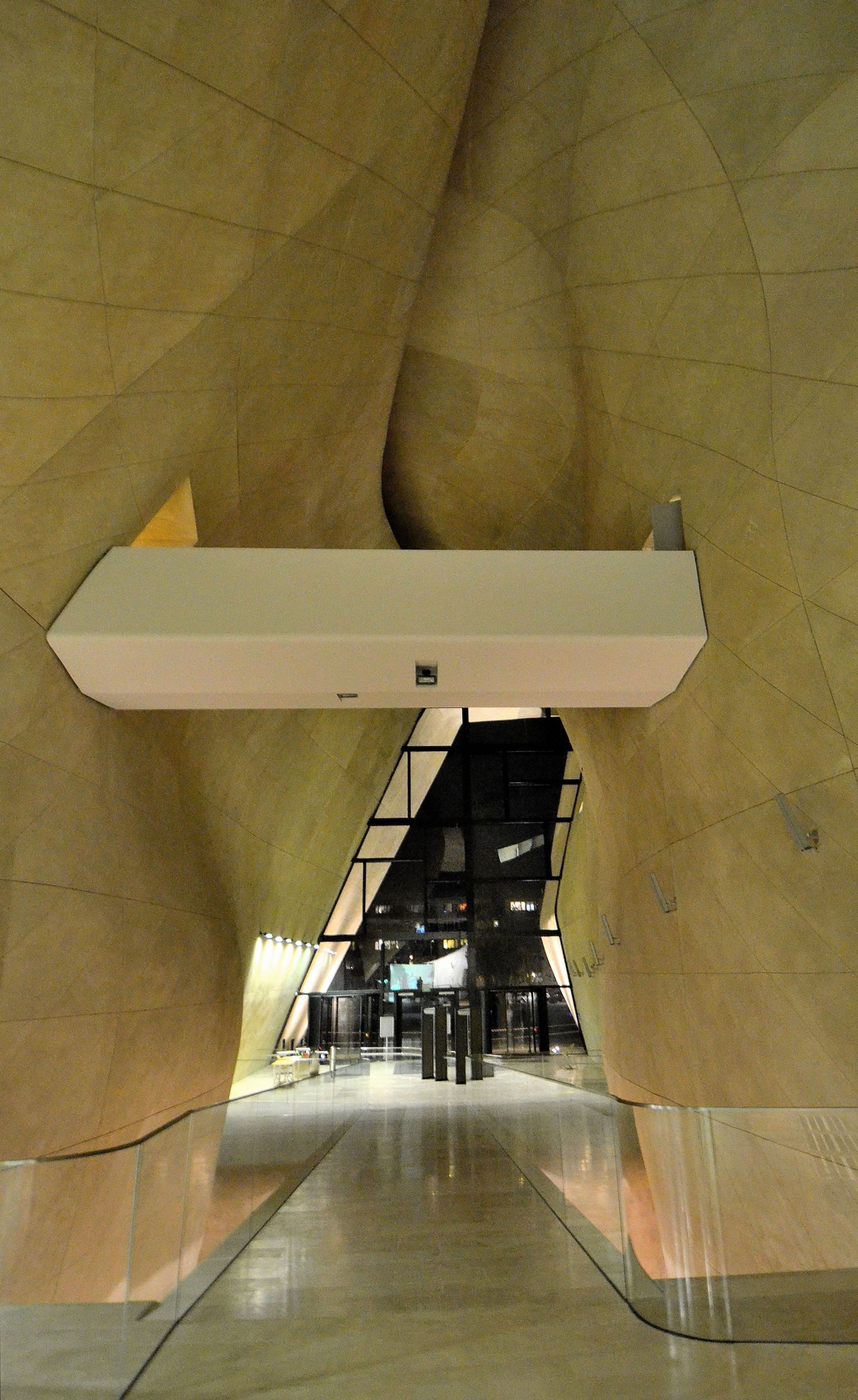
Hol główny z dwoma mostami

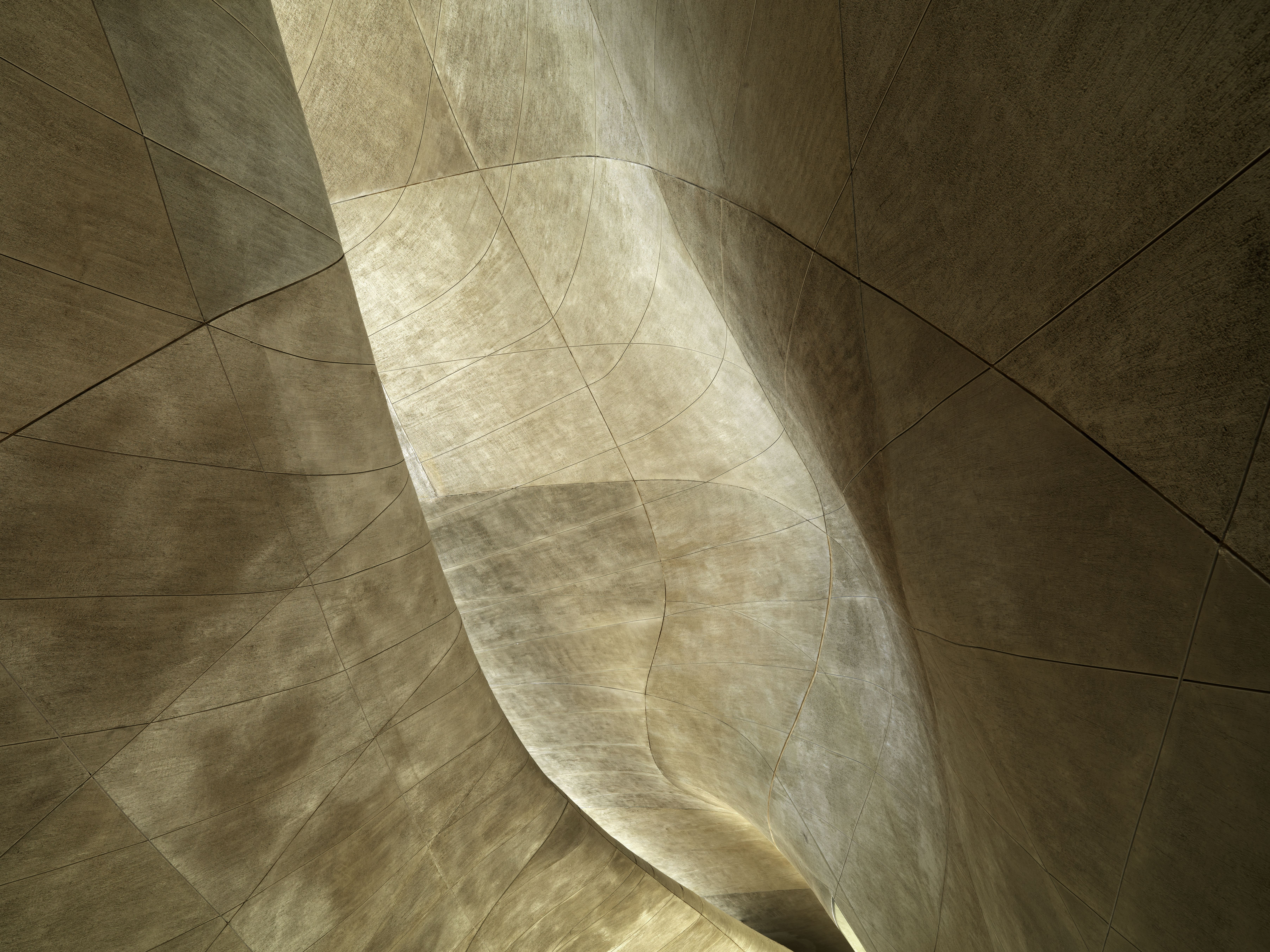
Fragment ściany krzywoliniowej holu, największej konstrukcji tego typu zrealizowanej metodą torkretu w Europie

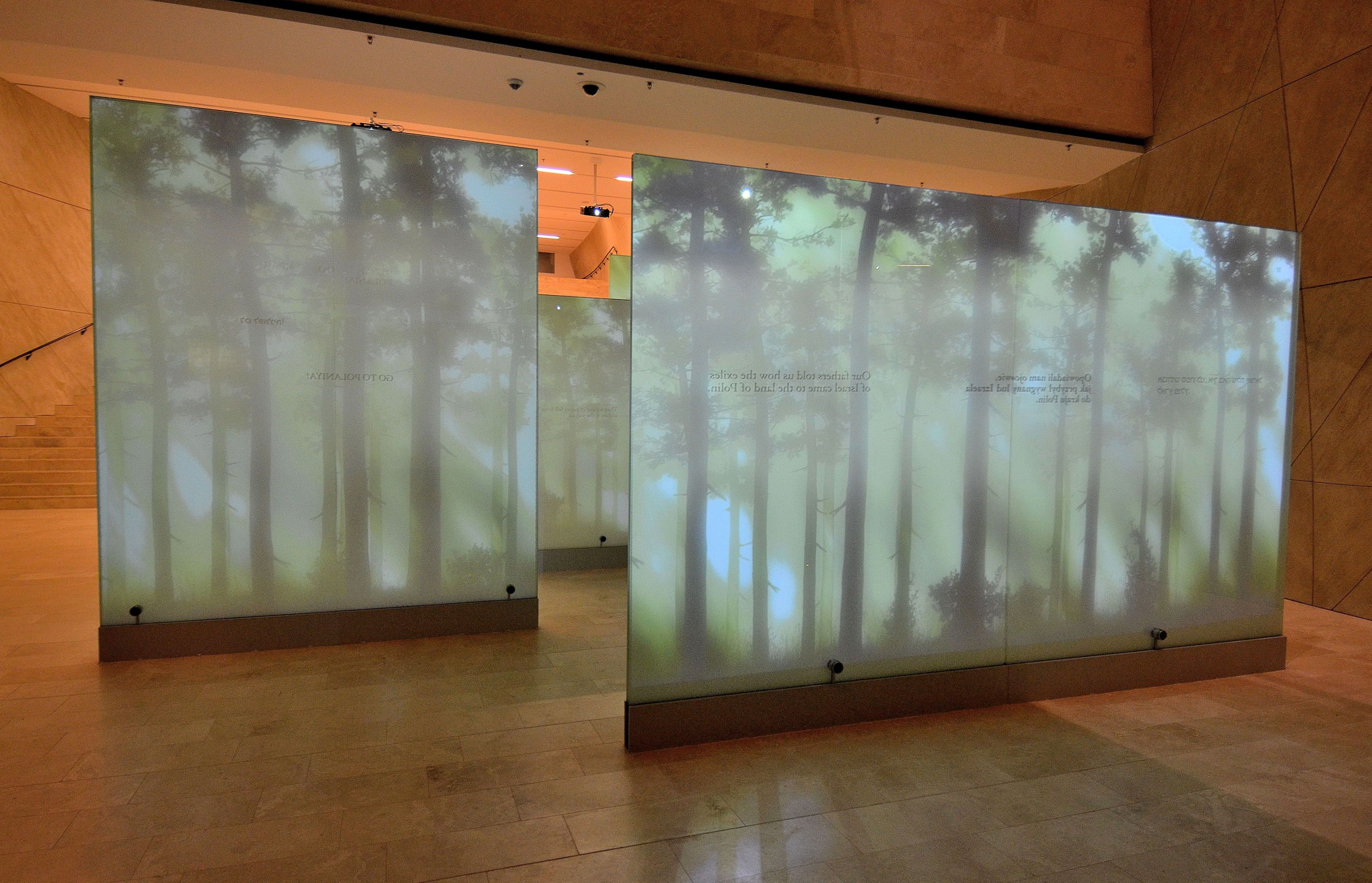
Galeria Las

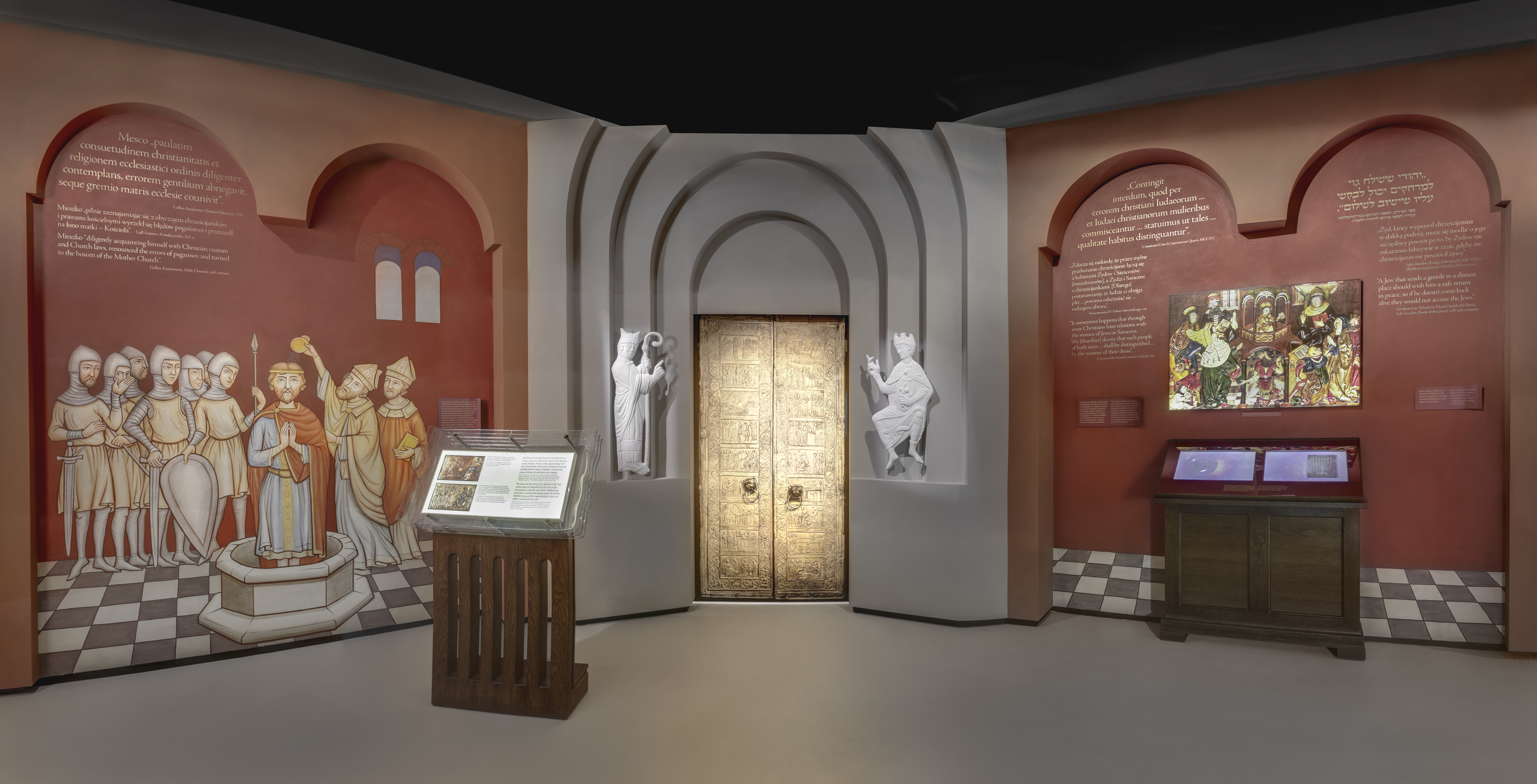
Fragment galerii Pierwsze spotkania

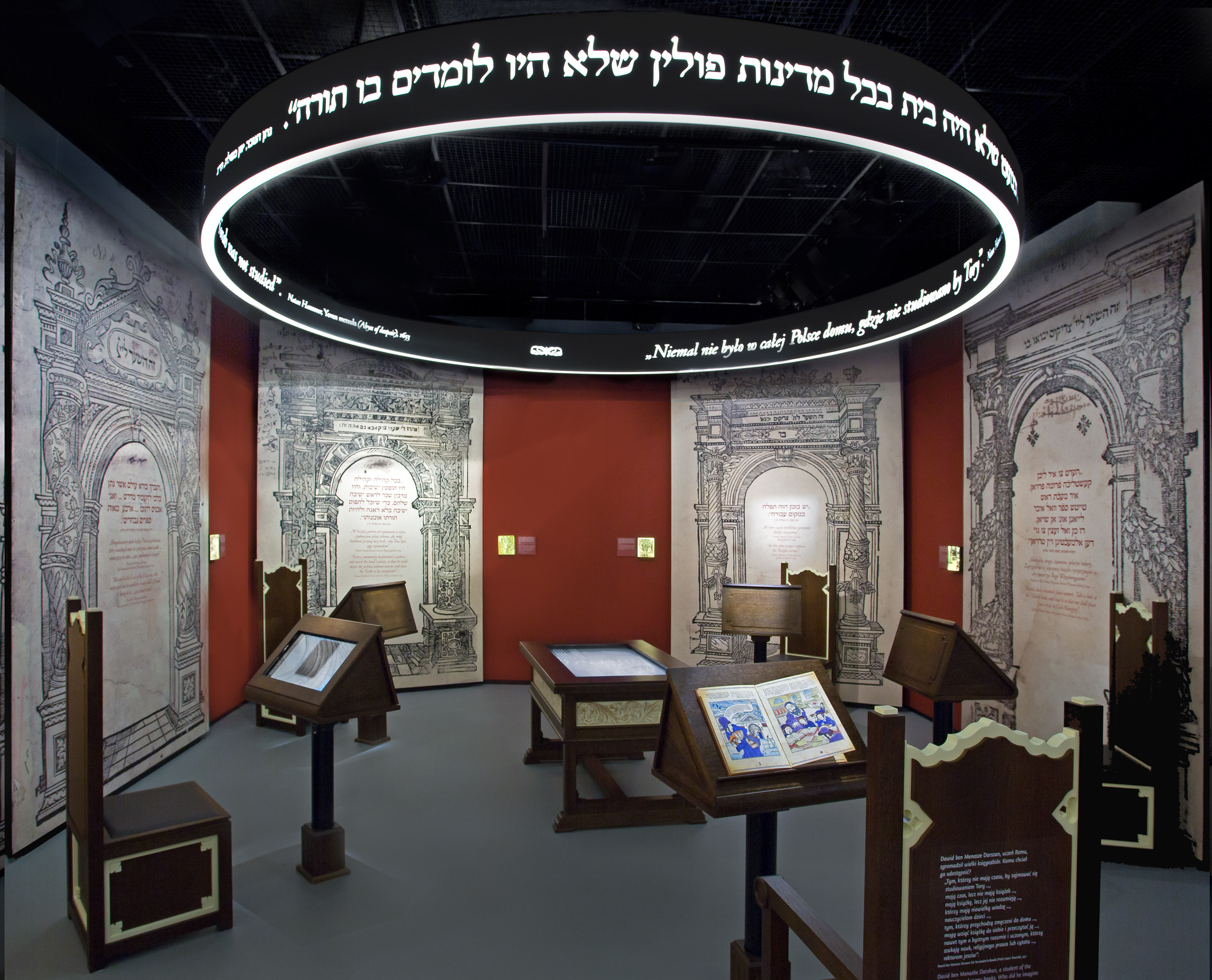
Fragment galerii Paradisus Iudaeorum

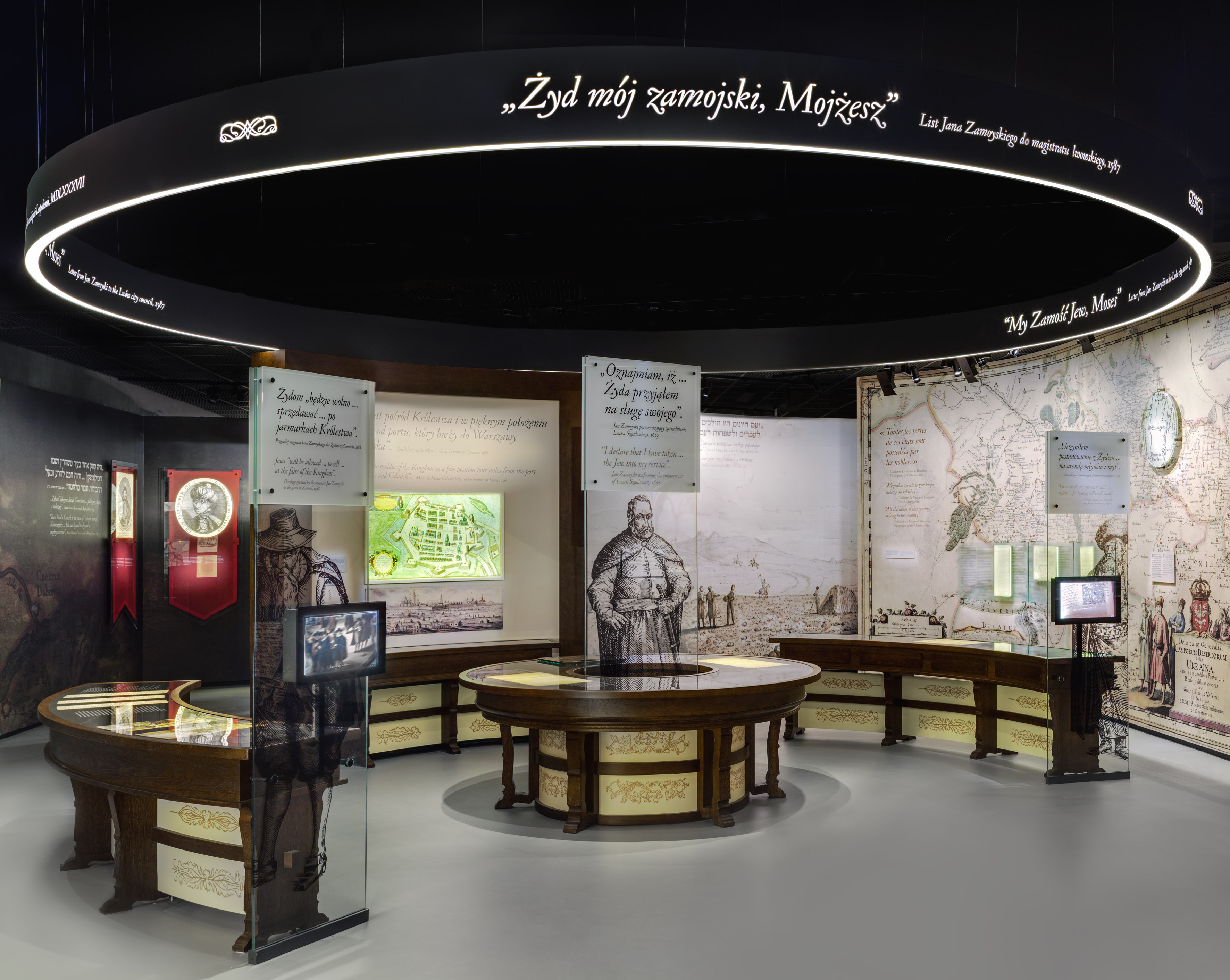
Fragment galerii Paradisus Iudaeorum

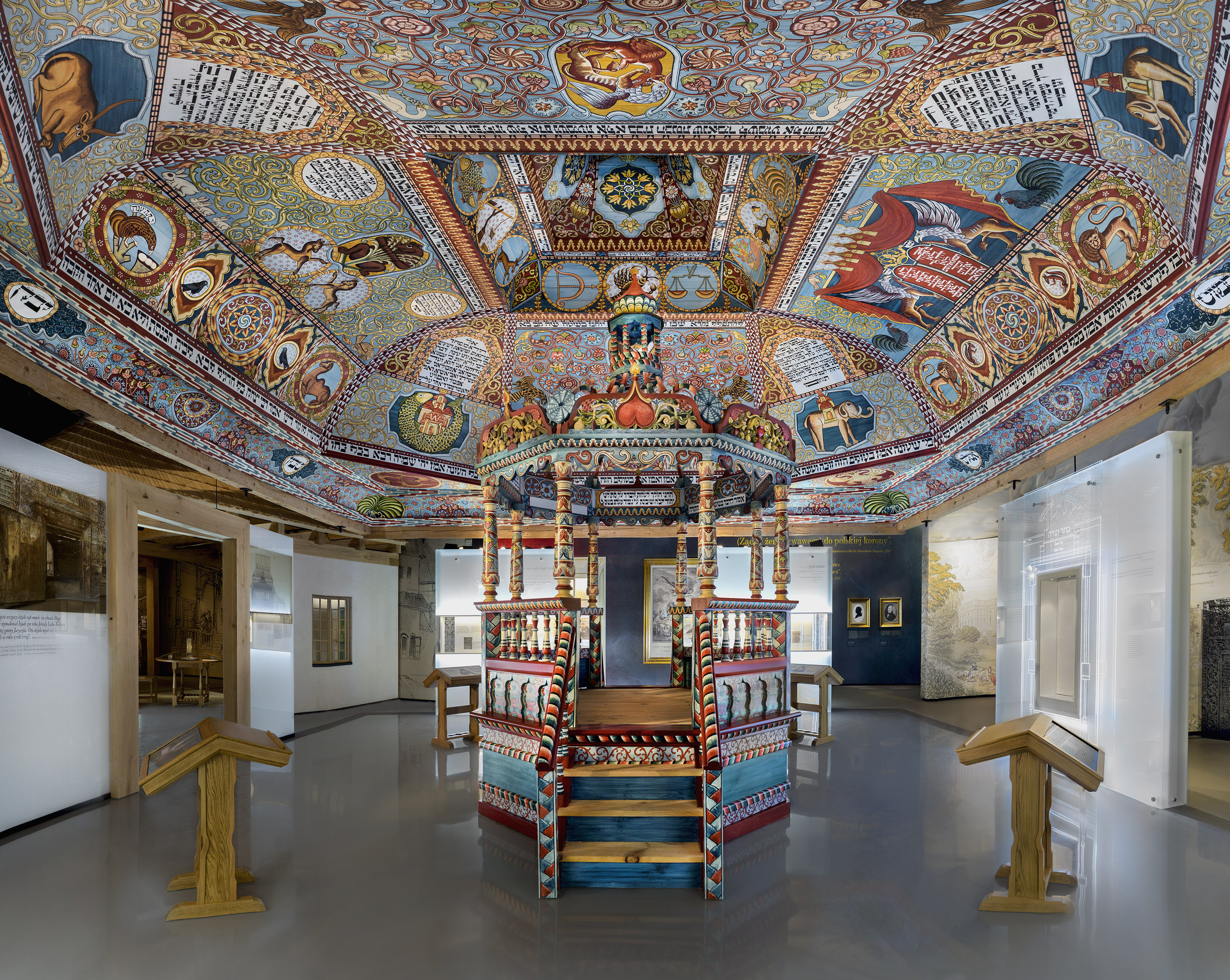
Zrekonstruowane sklepienie i bima synagogi w Gwoźdźcu

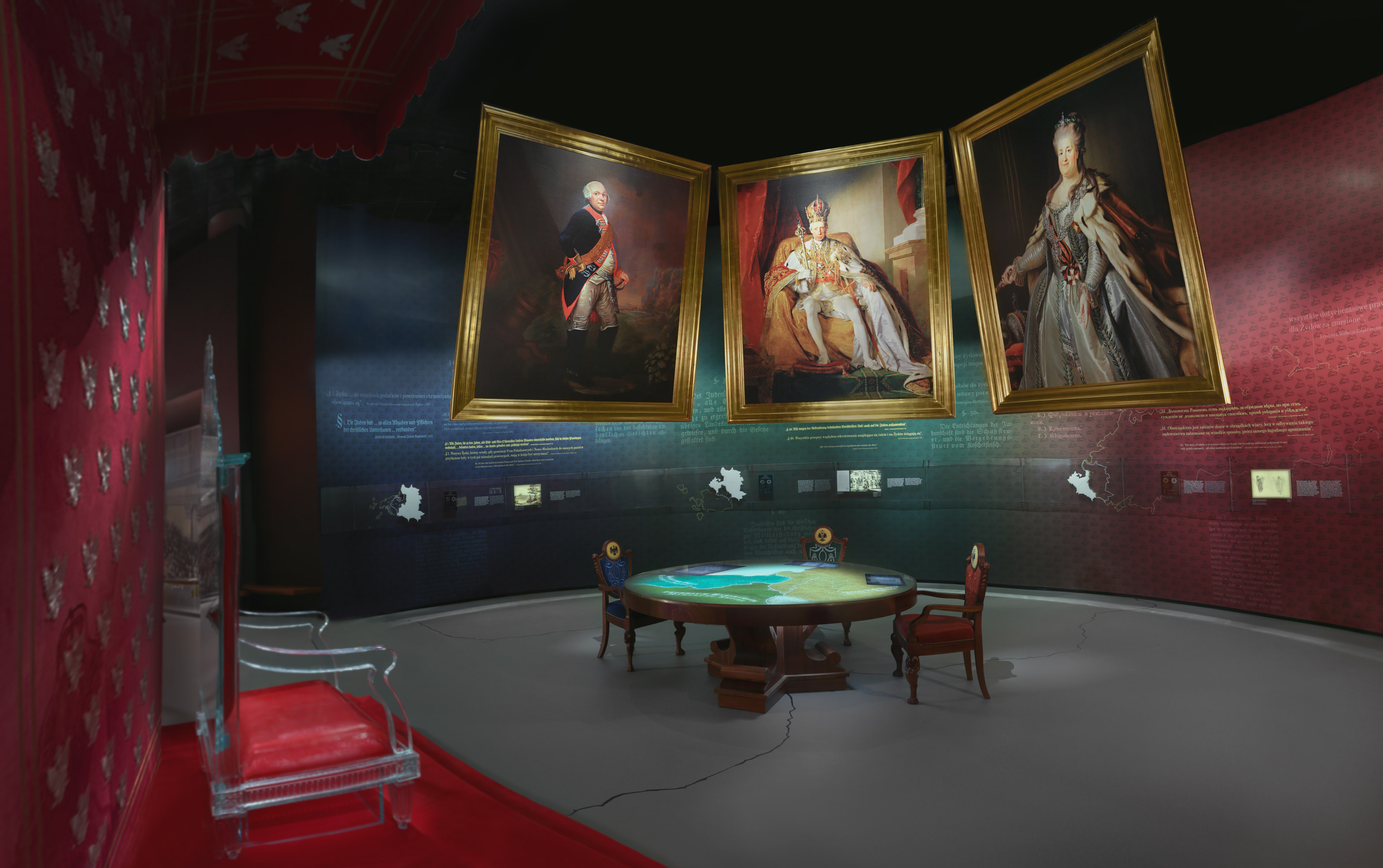
Galeria Wyzwania nowoczesności. Sala poświęcona rozbiorom Polski z repliką tronu królewskiego znajdującego się na Zamku Królewskim w Warszawie oraz portretami władców trzech państw zaborczych

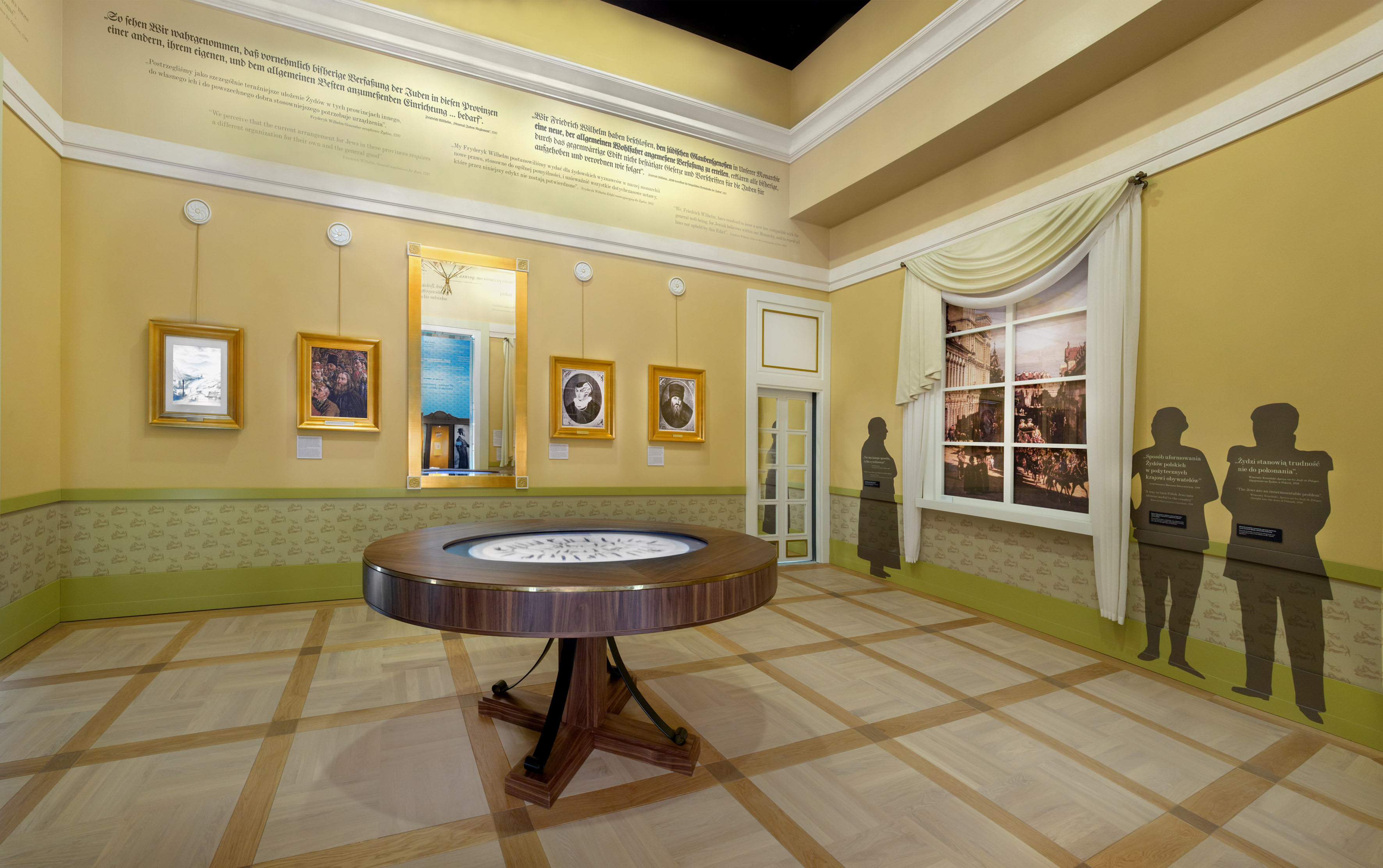
Fragment galerii Wyzwania nowoczesności

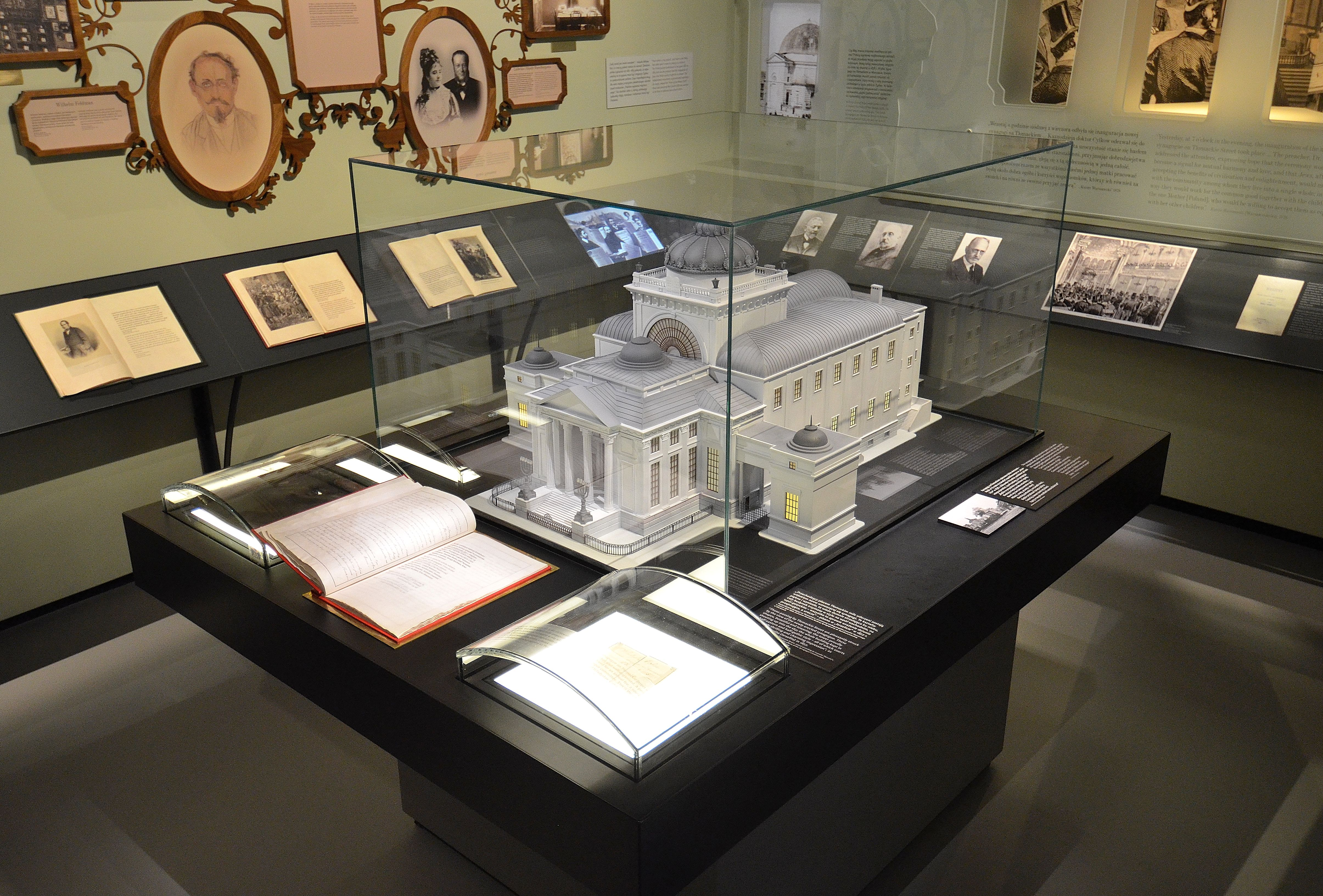
Model Wielkiej Synagogi w Warszawie

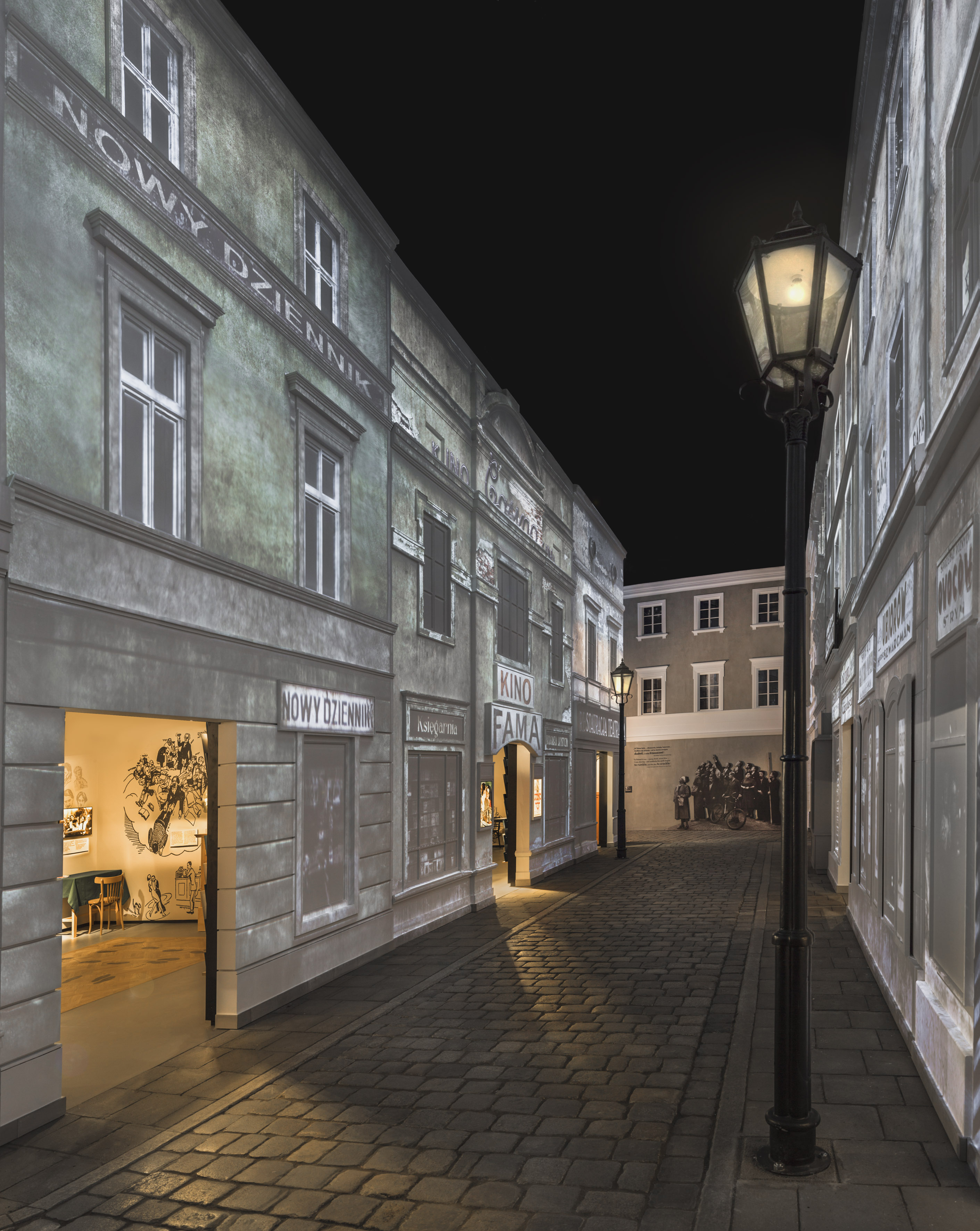
Galeria Na żydowskiej ulicy

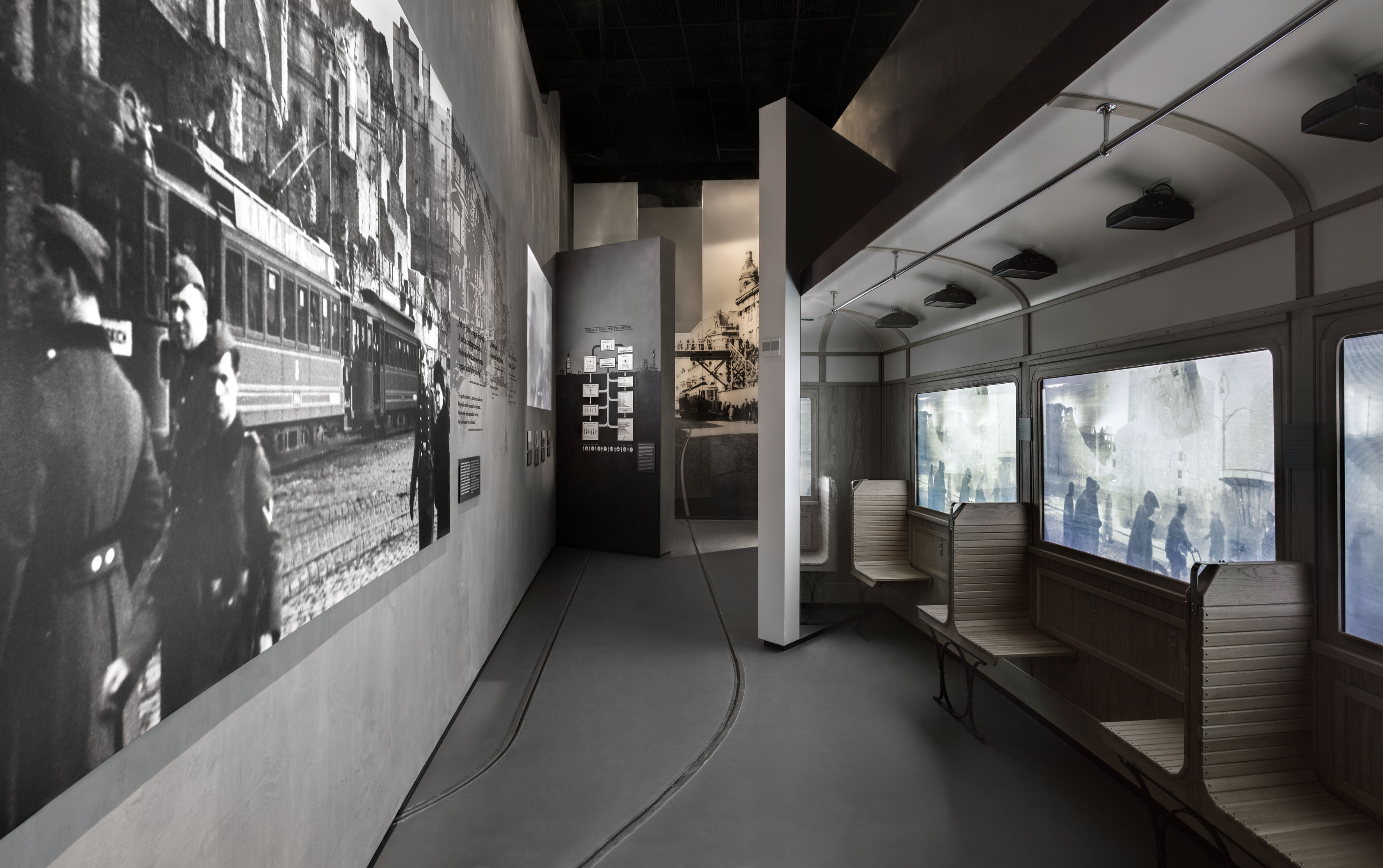
Fragment galerii Zagłada

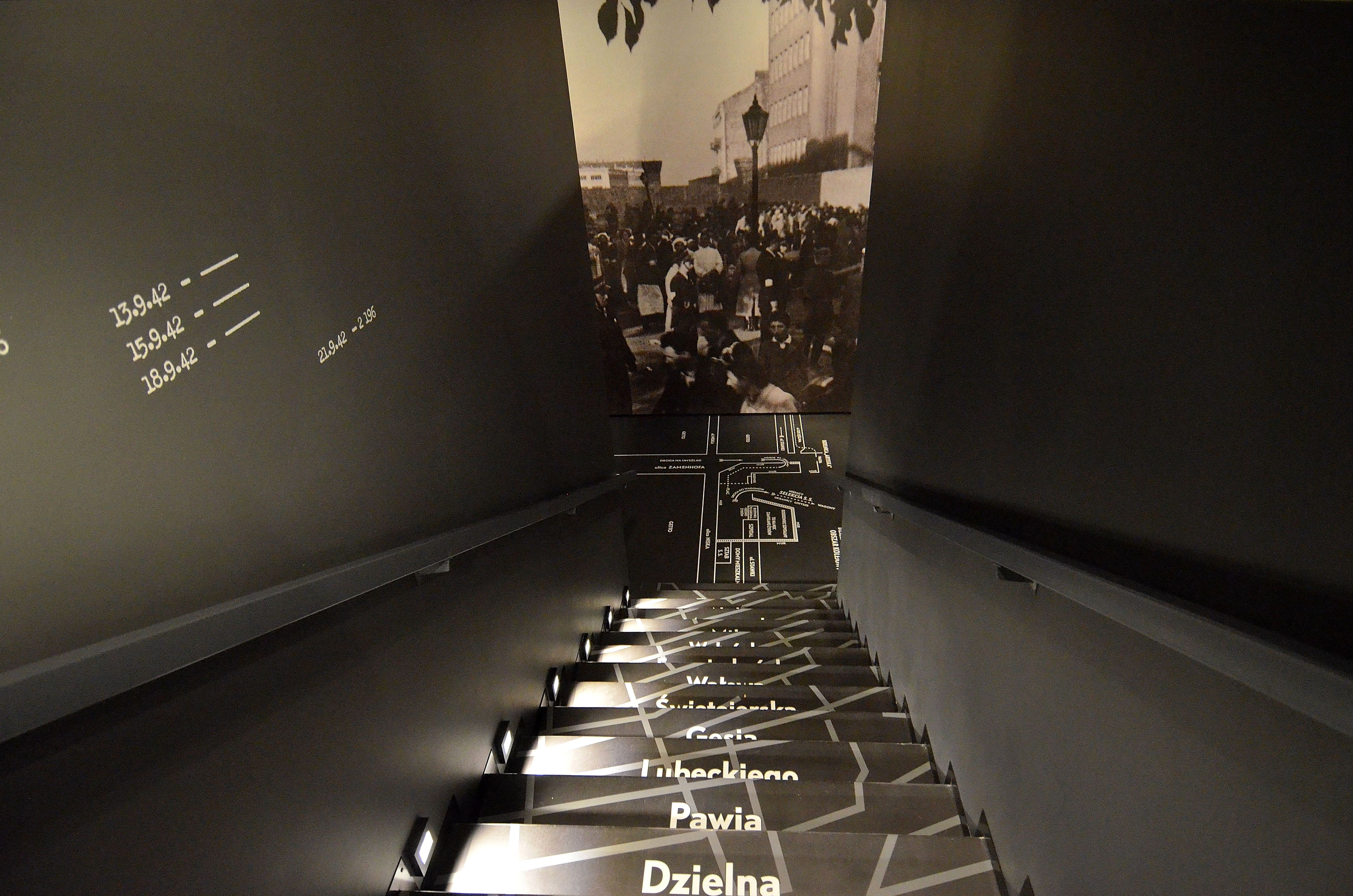
Wąskie schody z nazwami ulic wysiedlanego warszawskiego getta prowadzące na Umschlagplatz

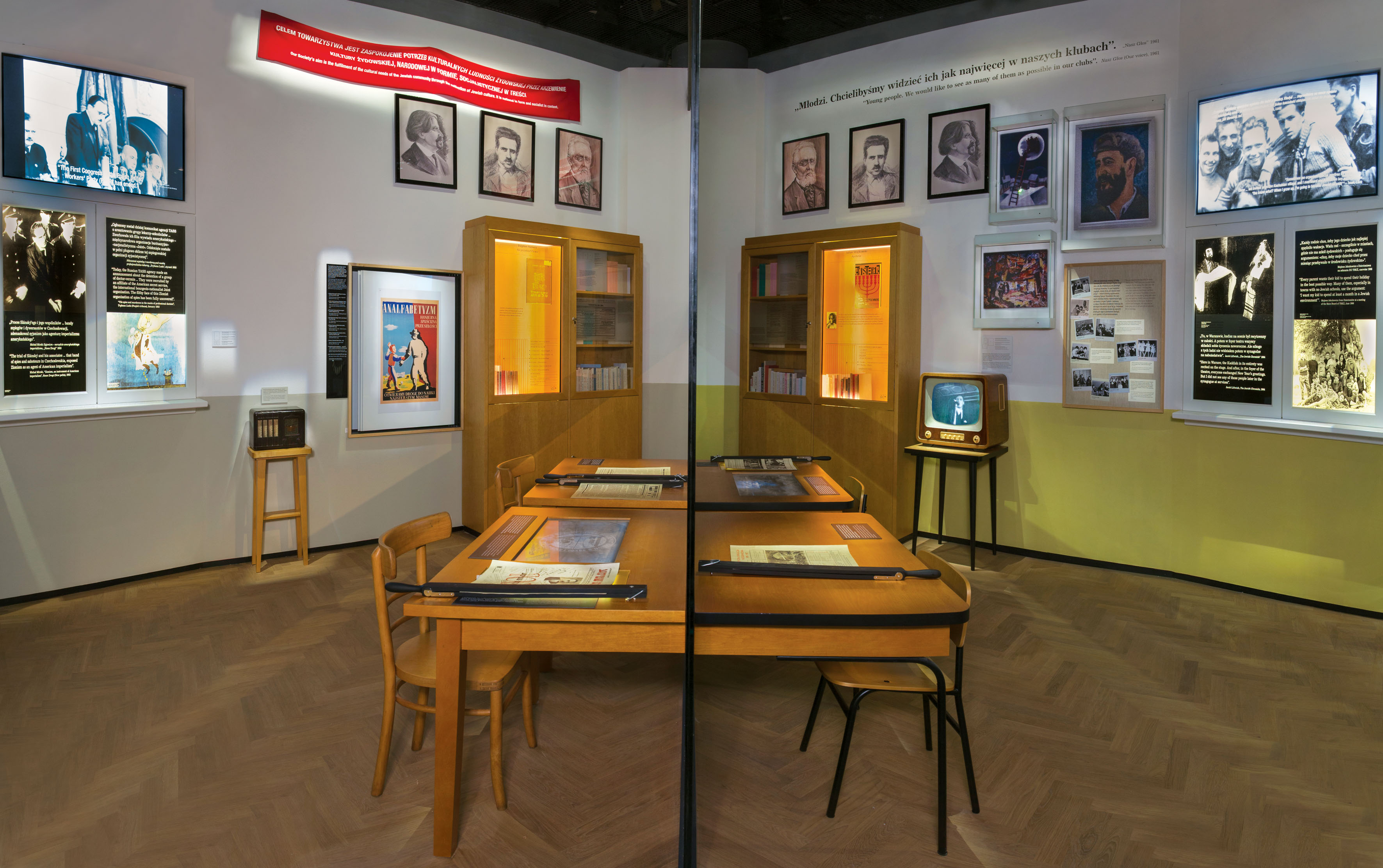
Jedno z pomieszczeń galerii Powojnie

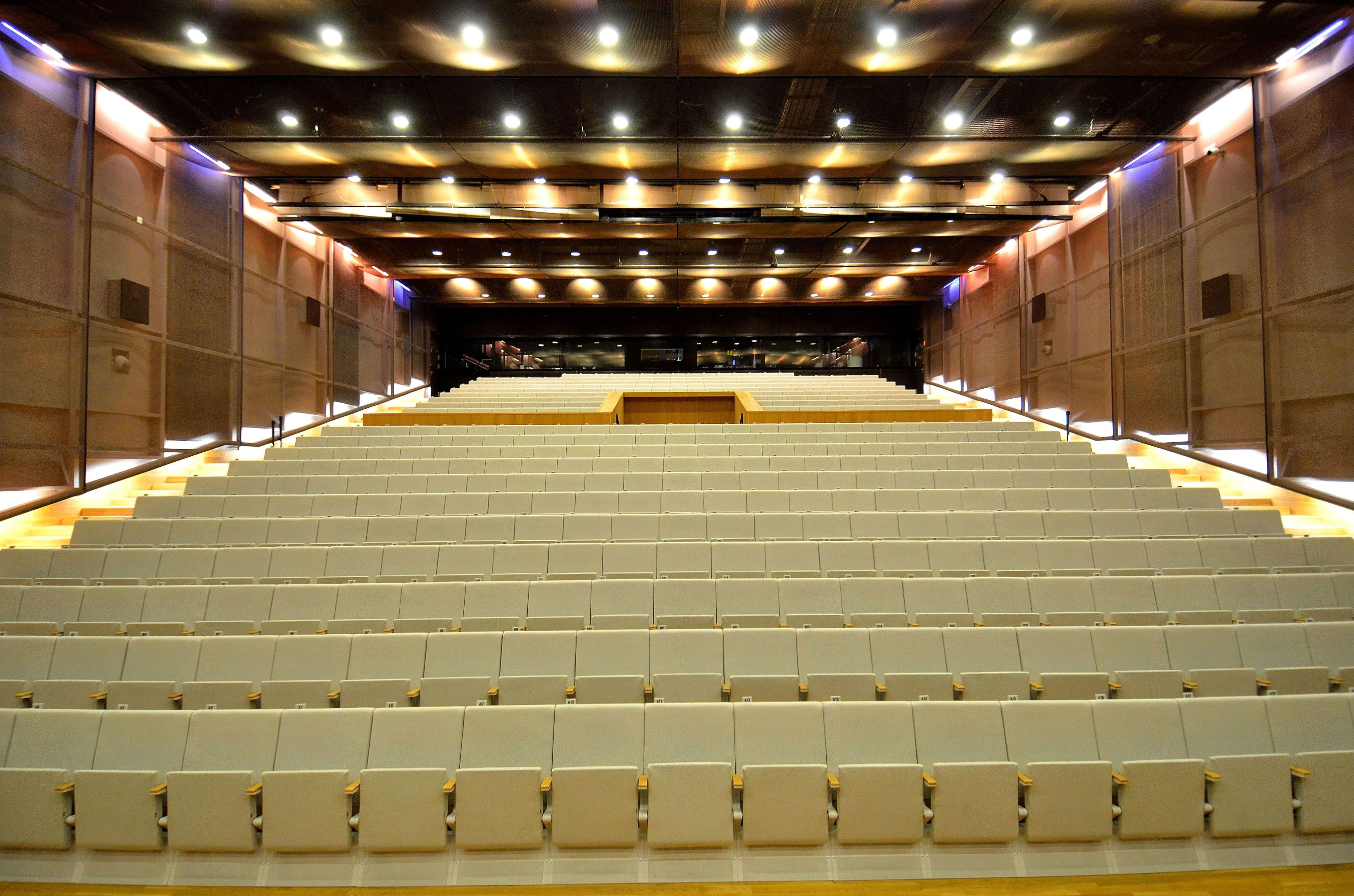
Audytorium

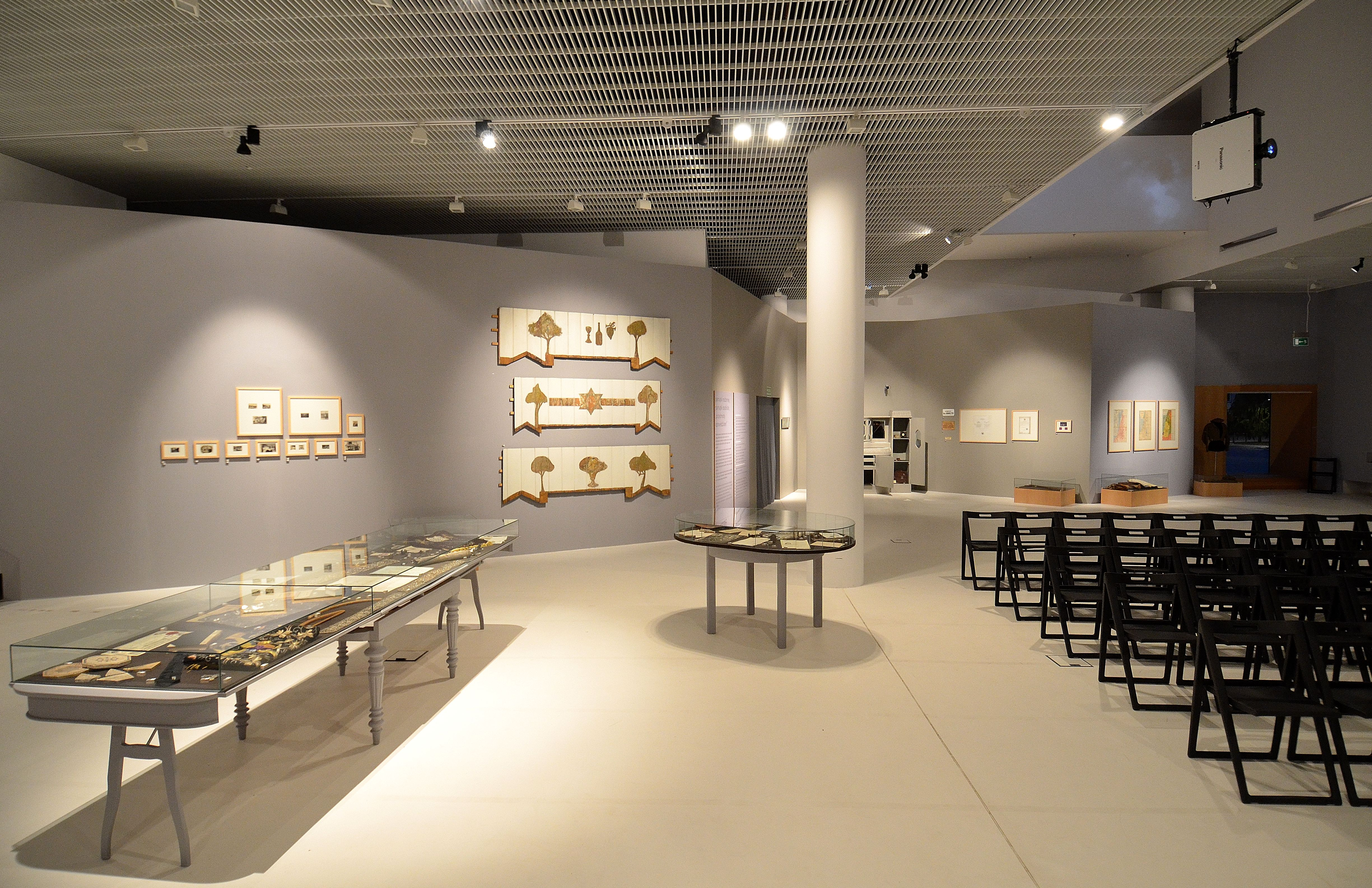
Sala wystaw czasowych na parterze (2013)

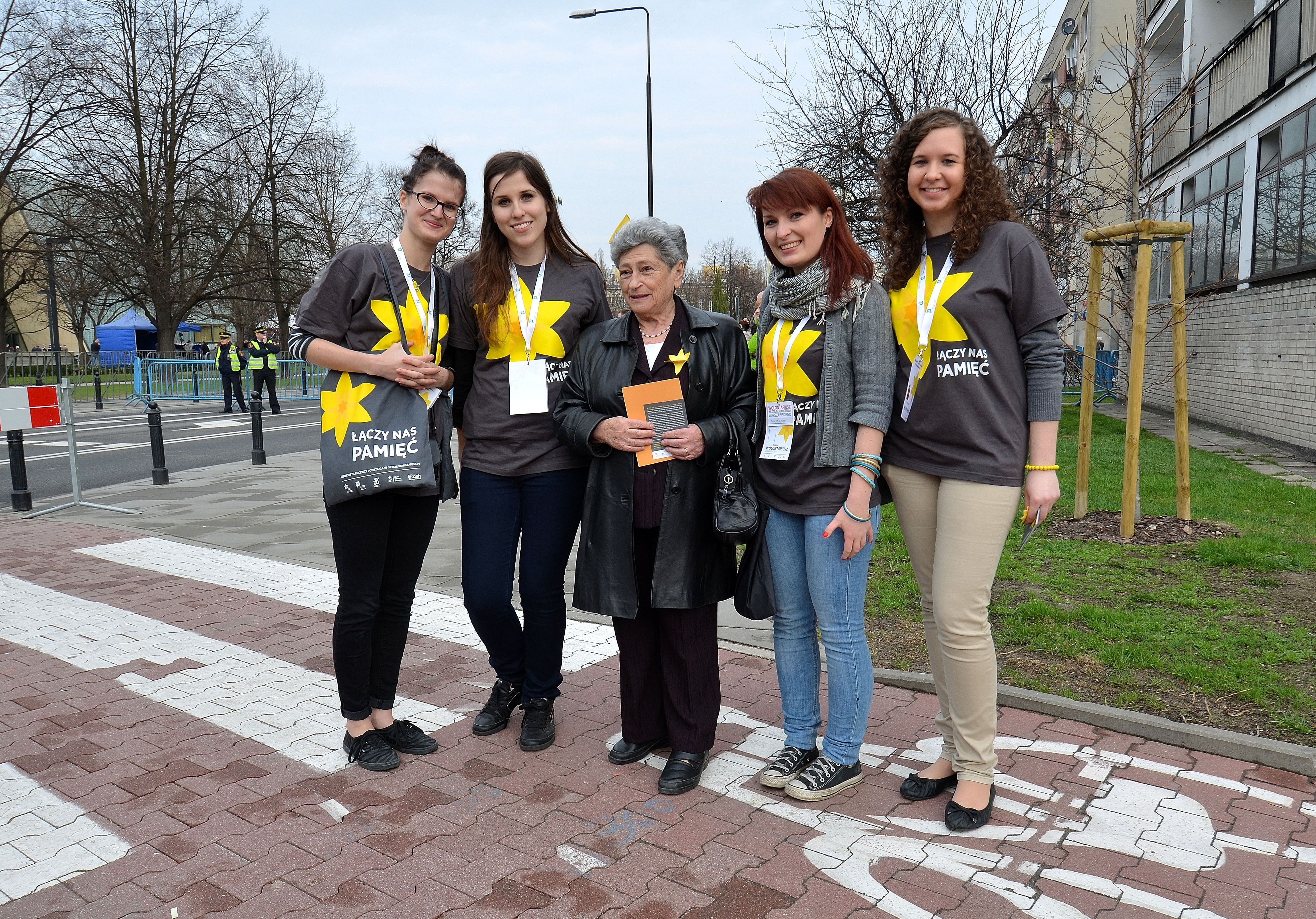
Wolontariuszki Muzeum z Krystyną Budnicką podczas akcji „Żonkile” (2013)

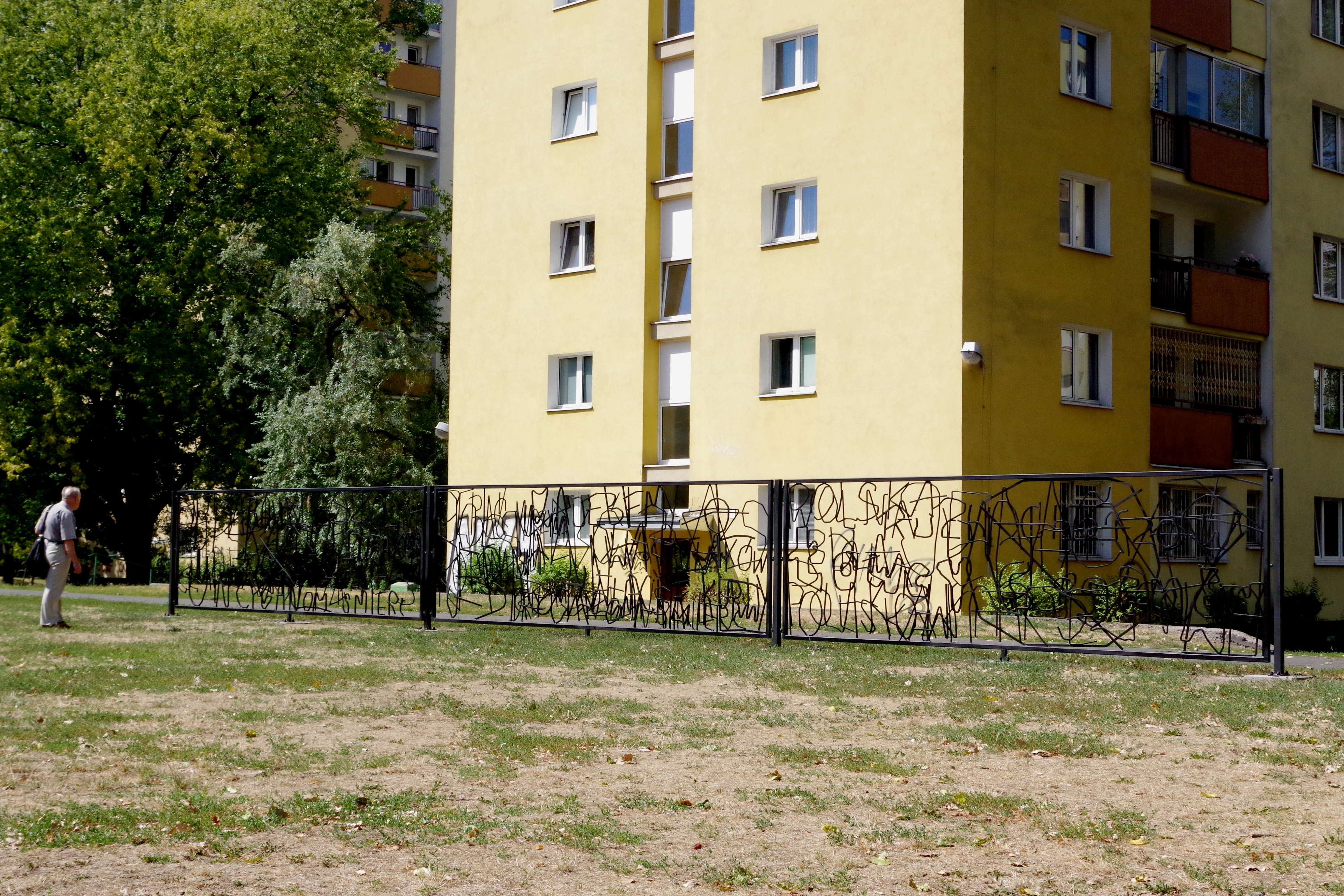
Instalacja Płot nienawiści autorstwa Huberta Czerepoka zrealizowana w ramach projektu Żydowskie dziedzictwo kulturowe Muzeum Historii Żydów Polskich i prezentowana na skwerze Jana Jura-Gorzechowskiego w Warszawie

Muzeum Historii Żydów Polskich Polin (zwyczajowy zapis: Muzeum Historii Żydów Polskich POLIN) – muzeum historyczne zlokalizowane w Śródmieściu Warszawy, na Muranowie, dokumentujące wielowiekową historię Żydów w Polsce.
Muzeum mieści się w budynku przy ul. Anielewicza 6 wzniesionym w latach 2009–2013 według projektu zespołu fińskich architektów pod kierownictwem Rainera Mahlamäkiego. Gmach został otwarty w kwietniu 2013 roku, a wystawa stała w październiku 2014 roku.
Muzeum Historii Żydów Polskich powstało z inicjatywy Stowarzyszenia Żydowski Instytut Historyczny w Polsce (SŻIH) jako jedna z pierwszych w Polsce instytucji kultury utworzonych w oparciu o partnerstwo publiczno-prywatne. Prowadzi działalność dzięki środkom przekazywanym przez rząd (Ministerstwo Kultury i Dziedzictwa Narodowego), samorząd terytorialny (miasto stołeczne Warszawa) i organizację pozarządową, która zgromadziła środki od darczyńców z Polski i zagranicy.
Muzeum pełni dwie funkcje: tradycyjnego muzeum i centrum kulturalno-edukacyjnego. W odróżnieniu od Jad Waszem w Jerozolimie czy United States Holocaust Memorial Museum w Waszyngtonie jego przekaz nie koncentruje się na II wojnie światowej i Holokauście, ale opisuje wkład Żydów w rozwój polskiej kultury, nauki i gospodarki. Muzeum przedstawia historię Żydów od ok. 960 roku – momentu przybycia na ziemie polskie pierwszych żydowskich kupców i początków żydowskiego osadnictwa na obszarze dawnej I Rzeczypospolitej (tj. także na obecnych terytoriach Litwy, Białorusi, Ukrainy i zachodniej części Rosji) aż po historię najnowszą społeczności żydowskiej w III RP.
We wrześniu 2014 roku Muzeum dodało do swojej nazwy słowo „Polin” („Polska” w języku hebrajskim), nawiązujące do legendy o pojawieniu się na ziemiach polskich pierwszych Żydów.

## Historia

### Koncepcja i utworzenie Muzeum
Koncepcja budowy dużej placówki muzealnej poświęconej historii polskich Żydów narodziła się w 1993 roku wśród osób związanych ze Stowarzyszeniem Żydowski Instytut Historyczny w Polsce. Jedną z pomysłodawczyń utworzenia Muzeum była Grażyna Pawlak, ówczesna dyrektor Stowarzyszenia. W 1995 roku miasto przekazało pod budowę placówki działkę na Muranowie.
Instytucja powstała na mocy umowy podpisanej 25 stycznia 2005 roku przez Ministerstwo Kultury i Dziedzictwa Narodowego, samorząd m.st. Warszawy oraz Stowarzyszenie Żydowski Instytut Historyczny. Placówka została wpisana do rejestru instytucji kultury miasta stołecznego Warszawy. Jej tymczasowa siedziba mieściła się przy ul. Wareckiej 4/6.
W skład Komitetu Budowy Muzeum, któremu przewodniczył Marcin Święcicki, weszli m.in.
- Władysław Bartoszewski,
- Henryka Bochniarz,
- Włodzimierz Cimoszewicz,
- Marek Edelman,
- Bronisław Geremek,
- Izabella Cywińska,
- abp Stanisław Gądecki,
- Ryszard Krauze,
- abp Henryk Muszyński,
- Krzysztof Piesiewicz,
- Gołda Tencer,
- Cezary Stypułkowski
- Andrzej Wajda[5].

Patronat nad tworzeniem Muzeum objął prezydent Aleksander Kwaśniewski, a na czele Międzynarodowego Komitetu Honorowego Muzeum stanął Szimon Peres.

### Kontekst historyczny miejsca
Gmach nowego Muzeum powstał w centrum dawnej dzielnicy żydowskiej Warszawy, zwanej Dzielnicą Północną.
W latach 1784–1792 w miejscu, w którym obecnie znajduje się budynek Muzeum POLIN, wzniesiono monumentalny gmach Koszar Artylerii Koronnej zaprojektowany przez Stanisława Zawadzkiego. Budynek był też nazywany – od stacjonującego tam w latach 1815–1830 rosyjskiego Lejb-Gwardyjskiego Wołyńskiego Pułku – Koszarami Wołyńskimi. Później mieściło się w nim więzienie wojskowe.
Ta część miasta od listopada 1940 roku aż do końca istnienia warszawskiego getta znajdowała się w granicach dzielnicy zamkniętej. W budynku dawnych koszar (ul. Zamenhofa 19) mieściły się m.in. siedziba V Rejonu Żydowskiej Służby Porządkowej i gettowe Biuro Przyjmowania Przesyłek Pocztowych. W sierpniu 1942 roku, podczas wielkiej akcji deportacyjnej do Treblinki, do gmachu ze swojej siedziby przy ul. Grzybowskiej 26 przeniósł się warszawski Judenrat. Po powstaniu w getcie warszawskim budynek znalazł się na terenie nowo utworzonego obozu koncentracyjnego KL Warschau. Został rozebrany w 1965 roku, a w jego miejscu powstał skwer.
Po wojnie otoczenie gmachu Koszar Wołyńskich stało się głównym miejscem upamiętnienia warszawskiego getta. W 1946 roku odsłonięto tutaj pierwszy, a w 1948 roku – drugi pomnik Bohaterów Getta. W latach 1949–1967 teren wokół placu, na którym znajdują się pomniki, został zabudowany blokami mieszkalnymi osiedla Muranów Północny, zaprojektowanego przez zespół architektów kierowany przez Wacława Eytnera. W 1988 roku we wschodniej części placu ustawiono kilka bloków Traktu Pamięci Męczeństwa i Walki Żydów oraz zasadzono Drzewo Wspólnej Pamięci. W 1995 roku przy drzewie odsłonięto pomnik Żegoty.
Podczas powojennej odbudowy Muranowa wyprostowano bieg ulicy Zamenhofa, która przed wojną od skrzyżowania z ulicą Pawią skręcała ukośnie na północ aż do zbiegu ulic Niskiej i Stawek. Ponieważ gmach Muzeum jest przesunięty na wschód w stosunku do nieistniejącego gmachu koszar, jego północno-wschodnia część znajduje się na fragmencie ulicy Zamenhofa w jej przedwojennym biegu.

### Konkurs na projekt budynku
Przed ogłoszeniem otwartego konkursu na projekt gmachu Muzeum Historii Żydów Polskich prowadzono rozmowy ze światowej sławy architektem Frankiem Gehrym. Nie osiągnięto jednak porozumienia, przede wszystkim w kwestiach finansowych.
Międzynarodowy konkurs architektoniczny, ogłoszony w lutym 2005 roku, był jednoetapowy, ale został poprzedzony tzw. prekwalifikacją kandydatów. Spotkał się z bardzo dużym zainteresowaniem: zarejestrowało się w nim 245 architektów z 36 państw świata, m.in. 73 z Polski, 31 z Niemiec, 28 ze Stanów Zjednoczonych, 17 z Włoch, 15 z Izraela, 11 z Wielkiej Brytanii, 10 z Holandii, 9 z Francji, 6 z Austrii i 5 z Kanady.
Spośród 119 nadesłanych zgłoszeń, sąd konkursowy pod przewodnictwem Bohdana Paczowskiego wyłonił projekty 11 zespołów, którymi kierowali architekci:
- Andrzej Bulanda (Bulanda i Mucha Architekci, Polska),
- David Chipperfield (David Chipperfield Architects, Wielka Brytania),
- Marek Dunikowski (DDJM Biuro Architektoniczne),
- Peter Eisenman (Peter Eisenman Architects, Stany Zjednoczone),
- Zvi Hecker (Zvi Hecker Architect, Izrael/Niemcy),
- Kengo Kuma (Kengo Kuma & Associates, Japonia),
- Daniel Libeskind (Studio Daniel Libeskind, Stany Zjednoczone),
- Rainer Mahlamäki (Lahdelma & Mahlamäki Architects, Finlandia),
- Josep Luis Mateo (MAP Architects, Hiszpania),
- Jesus Hernandez Mayor (Casanova+Hernandez Architects, Hiszpania)
- Gesine Weinmiller (Weinmiller Architekten, Niemcy)[19][20].

Nowy budynek miał być funkcjonalny, nowoczesny oraz rozpoznawalny i charakterystyczny w formie, aby mógł stać się jednym z symboli współczesnej Warszawy. Został pomyślany jako miejsce ukazujące dorobek kultury żydowskiej, ale jednocześnie nie mógł zdominować pomnika Bohaterów Getta, który miał pozostać punktem odniesienia dla całego otaczającego go terenu. Aby jak najmniej ingerować w przestrzeń, do której przyzwyczaili się mieszkańcy, budynek mógł zająć jedną trzecią powierzchni placu i nie mógł być wyższy od otaczających go bloków mieszkalnych. Architekci musieli również uwzględnić w swoich projektach wymogi dotyczące wystawy stałej.
Konkurs rozstrzygnięto 30 czerwca 2005 roku. Pierwszą nagrodę otrzymał zespół Lahdelma & Mahlamäki, a trzy równorzędne wyróżnienia – Zvi Hecker, Kengo Kuma oraz Daniel Libeskind. Było to pierwsze zwycięstwo fińskiej pracowni w konkursie zagranicznym.

### Budowa
Polskim partnerem Lahdelma & Mahlamäki została pracownia Kuryłowicz & Associates.
We wrześniu 2006 roku w miejscu, w którym miało powstać Muzeum POLIN, naprzeciwko pomnika Bohaterów Getta, stanęła instalacja artystyczna „Namiot” (nazywana także ohelem). Instalacja, wybrana w drodze konkursu spośród 29 prac, stworzona przez warszawską grupę projektową Centrala, pełniła funkcję punktu informacyjnego o powstającym Muzeum, miejsca wystaw plenerowych oraz innych wydarzeń artystycznych.
26 czerwca 2007 roku prezydent Lech Kaczyński, minister kultury Kazimierz Michał Ujazdowski, prezydent Warszawy Hanna Gronkiewicz-Waltz, przewodniczący Stowarzyszenia ŻIH Marian Turski oraz pierwszy darczyńca Wiktor Markowicz z USA (któremu towarzyszyli Zygmunt Rolat i Tad Taube) podpisali akt erekcyjny pod budowę Muzeum. Sygnatariuszami tego dokumentu byli także przedstawiciele komitetów z wielu krajów wspierających budowę instytucji, w tym przewodniczący Polskiego Komitetu Wspierania Budowy Muzeum Marcin Święcicki oraz przewodniczący organizacji żydowskich z Polski.
Generalnym wykonawcą budynku została spółka Polimex-Mostostal, a inwestorem zastępczym – Stołeczny Zarząd Rozbudowy Miasta. Umowa z generalnym wykonawcą została podpisana 17 czerwca, a uroczysta inauguracja budowy odbyła się 30 czerwca 2009 roku.
Pozwolenie na użytkowanie poziomu -2 Muzeum, na którym znajduje się wystawa stała, uzyskano 13 grudnia 2013 roku.

### Budżet projektu
Łączny koszt budowy gmachu, wyposażenia i stworzenia wystawy stałej Muzeum wyniósł ok. 320 milionów złotych.
Stowarzyszenie Żydowski Instytut Historyczny, dzięki wsparciu ponad 500 darczyńców z całego świata, w ciągu 15 lat przekazało 140 milionów złotych, przede wszystkim na zaprojektowanie i wykonanie wystawy stałej. Kolejne 20 milionów złotych SŻIH przeznaczyło na działalność Muzeum. Po 90 milionów złotych przekazały: miasto stołeczne Warszawa oraz Ministerstwo Kultury i Dziedzictwa Narodowego. Aby wesprzeć rozwój Muzeum w lipcu 2005 roku Rada Ministrów ustanowiła program wieloletni na lata 2006–2009 pod nazwą „Budowa Muzeum Historii Żydów Polskich”, który we wrześniu 2009 roku został przedłużony na kolejne trzy lata. Ze środków publicznych finansowana jest także bieżąca działalność placówki.
Muzeum wsparły osoby prywatne, przedsiębiorstwa i organizacje z całego świata. Dwie największe darowizny w wysokości 20 milionów złotych i 7 milionów dolarów przekazali odpowiednio Jan Kulczyk i Tad Taube (poprzez Taube Foundation for Jewish Life and Culture i Koret Foundation). Darowizna Jana Kulczyka, przeznaczona na sfinansowanie wystawy stałej oraz objęcie patronatu nad nowoczesnym audytorium, była największą jednorazową donacją na rzecz Muzeum.

### Nagrody architektoniczne
W 2008 roku projekt budynku Muzeum Historii Żydów Polskich autorstwa Lahdelma & Mahlamäki otrzymał nagrodę the Chicago Athenaeum International Architecture Award.
W 2013 roku budynek został nagrodzony Eurobuild Awards w kategorii Najlepszy Projekt Architektoniczny Roku (Polska).
W 2014 roku gmach Muzeum Historii Żydów Polskich otrzymał nagrodę roku 2013 Stowarzyszenia Architektów Polskich (SARP) oraz nagrodę Stowarzyszenia za najlepszy obiekt architektoniczny wzniesiony ze środków publicznych. W uzasadnieniu można przeczytać:

Nagrodę przyznano za wybitną kreację przestrzeni gmachu publicznego. Budynek Muzeum Historii Żydów Polskich pełni nie tylko funkcję placówki muzealnej, ale jest też pomnikiem i symbolem. Architekci ujęli te pozaużytkowe aspekty gmachu w piękną treść, by następnie nadać jej wspaniałą formę. Ukształtowanie muzeum przeprowadza przestrzeń zewnętrzną przez wnętrze budynku, a doświadczenie tego przejścia staje się dla odwiedzającego doznaniem architektonicznym.

W tym samym roku budynek otrzymał także nagrodę Stowarzyszenia Architektów Fińskich (SAFA) – Finlandia. Znalazł się także wśród pięciu finalistów Nagrody Architektonicznej „Polityki” za 2013 rok i zwyciężył w plebiscycie internautów.
W 2016 roku Muzeum otrzymało nagrodę Europejskiego Muzeum Roku (European Museum of the Year, EMYA), a także Czeską Nagrodę Architektoniczną Stavba Roku.

### Otwarcie
Budynek został udostępniony publiczności 19 kwietnia 2013 roku. To tzw. małe otwarcie było związane z obchodami 70. rocznicy wybuchu powstania w getcie warszawskim.
28 października 2014 roku prezydenci: Polski – Bronisław Komorowski i Izraela – Re’uwen Riwlin uroczyście otworzyli wystawę stałą „1000 lat historii Żydów polskich”. W wydarzeniu wzięli także udział m.in. premier Ewa Kopacz, marszałek Sejmu Radosław Sikorski, marszałek Senatu Bogdan Borusewicz oraz prezydent Warszawy Hanna Gronkiewicz-Waltz.
Według szacunków Ministerstwa Kultury i Dziedzictwa Narodowego liczba zwiedzających muzeum miała wynieść co najmniej 250 tys. osób rocznie. W pierwszym roku wystawę obejrzało 350 tys. osób, z czego 86% stanowili Polacy.

## Budynek Muzeum

### Opis
Budynek Muzeum jest zbudowany w minimalistycznym stylu. Zwarta i skromna bryła budynku wpisuje się w otaczający go park i koresponduje ze znajdującym się od strony wschodniej pomnikiem Bohaterów Getta.
Gmach Muzeum został zaprojektowany na planie kwadratu, a jego zewnętrzna część została obłożona szklanymi panelami. Pokrywają je hebrajskie i łacińskie litery tworzące słowo Polin, które nawiązuje do legendy o pierwszych żydowskich osadnikach na ziemiach polskich. Autorką projektu liter jest Klementyna Jankiewicz.
Hol główny tworzą wysokie, pofalowane ściany, rozcinające gmach równoleżnikowo na dwie nierówne części. Przypomina on swoim kształtem wąwóz, co nawiązuje do przejścia Żydów przez rozstępujące się wody Morza Czerwonego w drodze do Ziemi Obiecanej, znanego z Księgi Wyjścia. Przestrzeń holu głównego interpretowana jest na wiele różnych sposobów. Najczęściej określa się ją jako symbol przerwania historii polskich Żydów przez Holokaust. Zdaniem Rainera Mahlamäkiego może także symbolizować rozproszenie diaspory żydowskiej po świecie. Nadając ścianom holu miękkie, zaokrąglone kształty, architekci chcieli, aby dramatyczne pęknięcie dzielące prostą sześcienną bryłę gmachu Muzeum nie odstraszało, tylko zachęcało do wejścia.
Hol był pierwszą tego typu realizacją w Polsce, a jego wykonanie Mahlamäki nazwał „wielkim wyzwaniem”. Ściana krzywoliniowa holu została wykonana metodą torkretu (betonu natryskowego) przez polską firmę SPB Torkret. Według wykonawcy była to największa konstrukcja zrealizowana w tej technologii w Europie. Za ten projekt firma SPB Torkret otrzymała nagrodę amerykańskiej organizacji branżowej American Shotcrete Association za 2012 w kategorii najlepszy projekt zrealizowany poza granicami Stanów Zjednoczonych.
Główne wejście do gmachu, znajdujące się od strony ulicy Zamenhofa, ma kształt hebrajskiej litery taw, chociaż jak przyznał Rainer Mahlamäki, w czasie projektowania budynku nie zakładał osiągnięcia takiego efektu. Na tę literę zaczynają się m.in. hebrajskie słowa tarbut („kultura”), toldot („historia”) oraz tewa („arka”).
Zgodnie z koncepcją jego twórców, budynek ma prostą zewnętrzną formę wpisaną w otaczający go park. Gmach łączy się z otaczającymi tereny zielonymi i otwiera na nie, a przeszklenie powoduje grę świateł, jak również doświetla wnętrze, w szczególności pomieszczenia w 3-piętrowej, administracyjnej części budynku od strony ulicy Anielewicza. Po stronie zachodniej, od ulicy Karmelickiej znajduje się wielkie okno, na wprost którego na niewielkim wzniesieniu rośnie drzewo.
Budynek ma cztery kondygnacje naziemne i dwie podziemne. Jego wysokość to 21 metrów. Łączna powierzchnia gmachu wynosi 18,3 tys. m², a kubatura – 123 tys. m³.

### Wnętrze
Muzeum ma ok. 13 tys. m² powierzchni użytkowej. W podziemiach budynku znajduje się wystawa stała „1000 lat historii Żydów polskich”, poświęcona historii Żydów polskich od średniowiecza do czasów współczesnych. Na parterze i pierwszym piętrze ulokowano: wielofunkcyjne audytorium na 480 miejsc, sale wystaw czasowych, centrum edukacyjne, centrum informacyjne, przestrzeń dla dzieci, sklep muzealny, a także muzealną restaurację serwującą dania kuchni żydowskiej.
Pomiędzy pofalowanymi ścianami holu znajduje się most, który symbolizuje misję Muzeum: budowania mostów między ludźmi, między kulturami, między przeszłością i przyszłością. Kolejny most znajduje się na poziomie 0. Przechodzą przez niego wszyscy wchodzący do budynku przez główne wejście, widoczne są z niego również początek i koniec wystawy stałej. Pomiędzy kondygnacjami podziemnymi a kondygnacją na poziomie 0 architekt zaprojektował otwór, przez który można zobaczyć część więźby dachowej nad zrekonstruowanym sklepieniem repliki synagogi w Gwoźdźcu.
Według jednego z pierwszych projektów budynek miał okalać pas okien, by doświetlić najniższy poziom Muzeum. To rozwiązanie zostało jednak odrzucone, gdyż twórcy wystawy stałej nie chcieli, aby światło dzienne odgrywało ważną rolę na ekspozycji.

### Mezuza
14 kwietnia 2013 roku przy wejściu do Muzeum została zawieszona mezuza wykonana z połówki cegły wydobytej z fundamentów nieistniejącej kamienicy przy dawnej ulicy Nalewki 10/12. Mezuza została zaprojektowana przez Andrzeja Bulandę i jego syna Macieja. Inspiracją dla jej twórców były słowa historyka Hillela Seidmana o proroku Eliaszu, który, aby obwieścić przyjście Mesjasza, stanie w centrum żydowskiego świata – na rogu Gęsiej i Nalewek w Warszawie. Na cegle wyryto hebrajską literę szin z określenia El Szaddaj („Bóg Wszechmogący”). Mezuza ma przypominać genezę miejsca i podkreślać ciągłość kultury i tradycji żydowskiej w Warszawie.
Mezuzę odsłonił naczelny rabin Polski Michael Schudrich.

### Bezpieczeństwo
Muzeum Historii Żydów Polskich posiada profesjonalne systemy zabezpieczeń służące do ochrony eksponatów i zapewnienia odpowiedniego poziomu bezpieczeństwa zwiedzającym. Większość budynku Muzeum stanowi strefę zastrzeżoną, do której wejść można jedynie po przejściu kontroli bezpieczeństwa (przejściu przez bramkę wykrywającą metale i przeskanowaniu urządzeniem rentgenowskim bagażu podręcznego).
Bezpieczeństwo pożarowe zapewnia kilka zintegrowanych ze sobą systemów. Za detekcję źródła pożaru odpowiada centrala sygnalizacji pożarowej z inteligentnymi czujkami pożarowymi oraz ręcznymi ostrzegaczami pożarowymi. Przekazywanie informacji o zagrożeniu realizowane jest za pomocą dźwiękowego systemu nagłośnieniowo-ostrzegawczego, obejmującego swoim zasięgiem cały budynek. W pełni cyfrowy system umożliwia nadawanie automatycznych komunikatów alarmowych w językach polskim oraz angielskim, a także pozwala na nadawanie przez personel komunikatu o dowolnej treści do wybranych lub wszystkich stref nagłośnienia. W całym budynku zastosowano stałe urządzenia gaśnicze, w tym tryskacze wodne, a w strefach o najwyższym priorytecie ochronnym urządzenia wykorzystujące do gaszenia gazy gaśnicze. W części pomieszczeń zamontowane zostały wysokoczułe zasysające systemy wczesnej detekcji dymu, jako uzupełnienie dla podstawowej instalacji detekcji pożaru. Całość stanowi zintegrowany system realizujący w pełni automatycznie funkcje wykrycia i gaszenia pożaru, alarmowania osób w budynku o zagrożeniu, a także powiadamiania jednostek Państwowej Straży Pożarnej o wykryciu zagrożenia.

## Wystawa stała „1000 lat historii Żydów polskich”
Wystawa stała zajmuje dwie połączone ze sobą kondygnacje podziemne gmachu Muzeum Historii Żydów Polskich. Ma powierzchnię ok. 4,2 tys. m². Jej projekt opracował międzynarodowy zespół 120 historyków i muzealników z Polski, Izraela i Stanów Zjednoczonych pod kierunkiem dyrektor programowej wystawy profesor Barbary Kirshenblatt-Gimblett z Uniwersytetu Nowojorskiego. Głównym historykiem wystawy stałej jest Antony Polonsky. W efekcie powstała interaktywna ekspozycja składająca się z ośmiu tematycznych galerii, prezentująca chronologicznie tysiąc lat historii polskich Żydów na tle najważniejszych wydarzeń z historii Polski:
- Las – początek wystawy stałej wyznacza artystyczna instalacja symbolizująca legendy i opowieści o pierwszych przybyszach żydowskich na ziemiach polskich. Wprowadza zwiedzającego w tematykę wystawy, przytaczając historię Żydów uciekających na tereny obecnej Polski przed prześladowaniami na zachodzie Europy[74]. Miejsce, do którego dotarli, nazwali – jak podpowiedział im głos, który usłyszeli z nieba – Po-lin (pol. tutaj odpoczniesz). W ten sposób Polska na tysiąc lat stała się ich największym europejskim domem. Pierwotnie galeria miała przypominać prawdziwy las z pniami drzew i metalowymi liśćmi, jednak ostatecznie została zastąpiona multimedialną projekcją na szklanych taflach[37].
- Pierwsze spotkania (lata 960–1500) – galeria średniowieczna, która przybliża okoliczności pojawienia się w X wieku na ziemiach polskich pierwszych Żydów. Byli nimi żydowscy kupcy z zachodniej i południowej Europy, wśród nich Ibrahim ibn Jakub z kalifatu Kordoby, który w pozostawionej relacji z podróży po kontynencie jako pierwszy wspomniał o Polsce[73]. Dalsza część galerii jest poświęcona m.in. pierwszemu żydowskiemu osadnictwu na ziemiach polskich. Na mapie zaznaczono ok. 100 polskich miast, w których w 1500 zamieszkiwali Żydzi (na mapie umieszczonej w kolejnej galerii, Paradisus Iudaeorum, liczba miejscowości, w których istniały gminy żydowskie, wynosi już 1200)[37].
- Paradisus Iudaeorum (pol. Raj dla Żydów, 1569–1648) – galeria przedstawia losy Żydów na ziemiach polskich w okresie uznawanym za złoty wiek społeczności żydowskiej w Polsce. Narracja galerii koncentruje się na ukazaniu rozwoju życia intelektualnego i religijnego Żydów, kształtowania się samorządności żydowskiej z Sejmem Czterech Ziem na czele oraz funkcjonowania Żydów w gospodarce latyfundialnej. Centralnym elementem tej galerii są interaktywne makiety Krakowa i Kazimierza, które przybliżają funkcjonowanie gminy żydowskiej w stolicy kraju. Przedstawiono również historię drukarstwa żydowskiego w Krakowie i Lublinie.
- Miasteczko (1648–1772) – ta galeria prezentuje dzieje polskich Żydów od powstania Chmielnickiego do okresu rozbiorów na przykładzie typowego kresowego miasteczka, w którym ludność żydowska stanowiła znaczącą część mieszkańców. Miastem-inspiracją dla tej galerii była Żółkiew należąca do Jana III Sobieskiego[75]. Centralnym elementem „Miasteczka” jest unikalna rekonstrukcja sklepienia drewnianej XVII-wiecznej synagogi z Gwoźdźca na Ukrainie, zniszczonej podczas I i II wojny światowej[76]. Bajkowo kolorowe sklepienie zostało odtworzone dawnymi metodami (m.in. z wykorzystaniem naturalnych barwników) na podstawie czarno-białej ikonografii[32][75]. Prace nad rekonstrukcją 30-tonowego[77] dachu trwały 2 lata, a w projekcie brało udział blisko 400 wolontariuszy z całego świata[74]. W galerii odtworzono także m.in. wnętrze żydowskiego domu, oberży oraz targ[75].
- Wyzwania nowoczesności (1772–1914) – ta część wystawy prezentuje okres zaborów, kiedy Żydzi dzielili los podzielonego pomiędzy Austrię, Prusy i Rosję państwa. Na początku galerii znajduje się sala z pustym fotelem tronowym polskiego króla (replika fotela znajdującego się w Sali Tronowej Zamku Królewskiego w Warszawie), naprzeciwko którego zawieszono wielkie portrety władców państw zaborczych: Franciszka II Habsburga, Fryderyka Wilhelma II Pruskiego i Katarzyny II Wielkiej. Dalej galeria pokazuje, jaką wielką rolę w rewolucji przemysłowej na ziemiach polskich odegrali żydowscy przedsiębiorcy, tacy jak Izrael Kalmanowicz Poznański w Łodzi. Potęgę żydowskich przemysłowców i burzliwy rozwój „Ziemi Obiecanej” symbolizuje kopia głównej bramy wjazdowej na teren fabryki Poznańskiego przy ul. Ogrodowej. Odtworzono tutaj także poczekalnię dworca kolejowego, symbolizującą rewolucję w przemieszczaniu się osób i transporcie towarów. Galeria przedstawia również, jakim zmianom ulegały tradycyjne żydowskie obszary życia i obrzędy oraz jak powstawały nowe ruchy społeczne, religijne i polityczne. Symbolem integracji Żydów z chrześcijańską większością jest replika nieistniejącej Wielkiej Synagogi w Warszawie, w której do nabożeństw wprowadzono język polski[75][78]. Narracja prowadzona w galerii przybliża także kulisy nowoczesnego antysemityzmu, któremu polscy Żydzi musieli stawić czoła[75].
- Na żydowskiej ulicy (1918–1939) – galeria poświęcona okresowi II Rzeczypospolitej, uważanemu – pomimo wyzwań, przed jakimi stanęło młode państwo – za drugi złoty wiek w historii polskich Żydów. Inspiracją dla odtworzonego fragmentu ulicy z szyldami, brukiem i latarniami gazowymi była warszawska ulica Nalewki[75]. Dwupoziomowa ekspozycja przybliża również żydowski film i teatr (m.in. znajduje się tutaj mała salka kinowa), życie literackie (warszawska kawiarnia Mała Ziemiańska), a także działalność polityczną Żydów w Polsce.
- Zagłada (1939–1945) – ta galeria ukazuje grozę Holokaustu, w wyniku którego śmierć poniosło ok. 90% z 3,3 miliona polskich Żydów. Dużo miejsca poświęcono w niej historii getta warszawskiego – największego z ok. 600 gett utworzonych przez Niemców na terenie okupowanej Polski. Wydarzenia z historii getta opatrzono umieszczonymi na ścianach cytatami m.in. z Dziennika Adama Czerniakowa i Kroniki getta warszawskiego Emanuela Ringelbluma. Wąskie przejście, a następnie schody z nazwami wysiedlanych ulic – od Siennej po Stawki – prowadzą w dół, na Umschlagplatz. W galerii przedstawiono także uczestników i decyzje konferencji w Wannsee, funkcjonowanie i ofiary niemieckich obozów zagłady utworzonych na terenie okupowanej Polski, a także różne reakcje Polaków na zagładę Żydów. Galeria ma dwa poziomy i jest przestrzennie największą galerią wystawy stałej. Jej konstrukcja, dobór oraz sposób przedstawienia zgromadzonych eksponatów mają wywoływać u zwiedzających poczucie ciasnoty, osaczenia i represyjności, które powtarzają się w relacjach Żydów stłoczonych w gettach[37]. Fragment ekspozycji poświęcony obozom zagłady został wykonany z zardzewiałej blachy[35]. Ze względu na trudną tematykę decyzję o zwiedzaniu tej galerii przez dzieci do lat 12 Muzeum pozostawia ich rodzicom i opiekunom[78].
- Powojnie (od 1944) – ta galeria przedstawia okres od wyzwolenia Polski aż do czasów współczesnych. Początek ekspozycji pokazuje dylematy ocalałych z Holokaustu polskich Żydów: „zostać, czy wyjechać”? Większość wyemigrowała z kraju w pierwszych latach po wojnie, przede wszystkim z powodu antysemityzmu i pogromów, m.in. w Kielcach, Krakowie i Rzeszowie. Ci, którzy zdecydowali się wtedy pozostać, zostali zmuszeni do wyjazdu w wyniku antysemickiej nagonki władz PRL w marcu 1968 roku. Symbolem tamtych rozstań jest dworzec Warszawa Gdańska. Kolejną ważną datą jest rok 1989, kiedy rozpoczyna się trwające do dzisiaj odrodzenie niewielkiej, ale bardzo dynamicznej, społeczności żydowskiej.
- Dziedzictwo (od 2021) – 4 lutego 2021 roku w Muzeum Historii Żydów Polskich otwarto nową część wystawy stałej – galerię „Dziedzictwo”[79], która przedstawia kulturowy dorobek polskich Żydów. Prezentuje dokonania 26 postaci pochodzenia żydowskiego w różnych obszarach twórczości i działalności – sztuce, literaturze, muzyce, teatrze i filmie, naukach ścisłych i humanistycznych, prawie, edukacji, ekonomii, polityce[80].

Wystawa stała pokazuje, że historia polskich Żydów stanowi integralną część historii Polski, a historia narodu żydowskiego byłaby niepełna bez przedstawienia wydarzeń, które rozegrały się na ziemiach polskich. Wystawa nie koncentruje swego przekazu na Holokauście, lecz przedstawia wkład Żydów w rozwój polskiej kultury, nauki i gospodarki. Warszawska placówka ma być bowiem „muzeum życia” – ma przybliżać zwiedzającym, jak żyli i co robili Żydzi w Polsce.
W galeriach wystawy stałej znalazły się również elementy obrazujące sytuacje kryzysowe, konflikty oraz trudne aspekty współżycia Żydów i Polaków na przestrzeni wieków. Są to m.in. kopie obrazów z kościoła Nawrócenia św. Pawła Apostoła w Sandomierzu przedstawiających domniemany mord rytualny, informacje o roli Żydów w zarządzaniu systemem pańszczyźnianym w posiadłościach magnackich, wyzysku robotników przez żydowskich fabrykantów w Łodzi, pogromie w Jedwabnem, zdjęcie karuzeli na warszawskim placu Krasińskich opisanej przez Czesława Miłosza w wierszu Campo di Fiori oraz pokazanie udziału osób pochodzenia żydowskiego w stalinowskim aparacie terroru w Polsce po II wojnie światowej.
Nowoczesna ekspozycja ma charakter narracyjny – nie jest zorganizowana wokół zbiorów, lecz „prowadzi” zwiedzającego poprzez opowieść o wydarzeniach, o których opowiadają ich świadkowie i uczestnicy; współczesny komentarz został ograniczony do minimum. Zgodnie z koncepcją Barbary Kirshenblatt-Gimblett zwiedzający, zapoznając się z umieszczonymi na wystawie materiałami, mogą samodzielnie dokonywać ocen i wyciągnąć własne wnioski.
Wystawa oddziałuje przez słowo, obraz i dźwięk. Zawiera 142 oryginalne przedmioty oraz 210 replik, modeli i faksymile, a także nagrania audio, zdjęcia, filmy i animacje komputerowe. Umieszczono tutaj ok. 200 stanowisk multimedialnych (w tym 73 interaktywne) oraz ok. 1200 lamp ledowych. Do budowy ścian działowych i antresoli zużyto 100 ton stali. Wystawa jest sterowana z trzech serwerowni, a łączna długość położonych kabli wyniosła ok. 200 km. System sterujący wystawą został stworzony przez zespół polskich programistów.
Wystawa stała została wykonana według wstępnej koncepcji firmy Event Communications (Wielka Brytania) przez polską firmę Nizio Design International (NDI). W skład zespołu NDI wchodzili graficy, architekci i historycy, a także ok. 100 wykonawców realizujących poszczególne elementy wystawy (m.in. malowidła w galerii Pierwsze spotkania, 120 gablot, 150 mebli oraz 5 tys. m² specjalnych tapet).
Wystawę może oglądać jednocześnie 700 osób. Szacunkowy czas zwiedzania to 2–3 godziny.
W październiku 2014 roku Muzeum Historii Żydów Polskich jako pierwsza placówka muzealna w Polsce udostępniło wystawę stałą oraz wirtualną wersję wybranych fragmentów wystawy czasowej towarzyszącej otwarciu wystawy stałej „Jak zrobić muzeum?” w Google Cultural Institute.

## Działalność

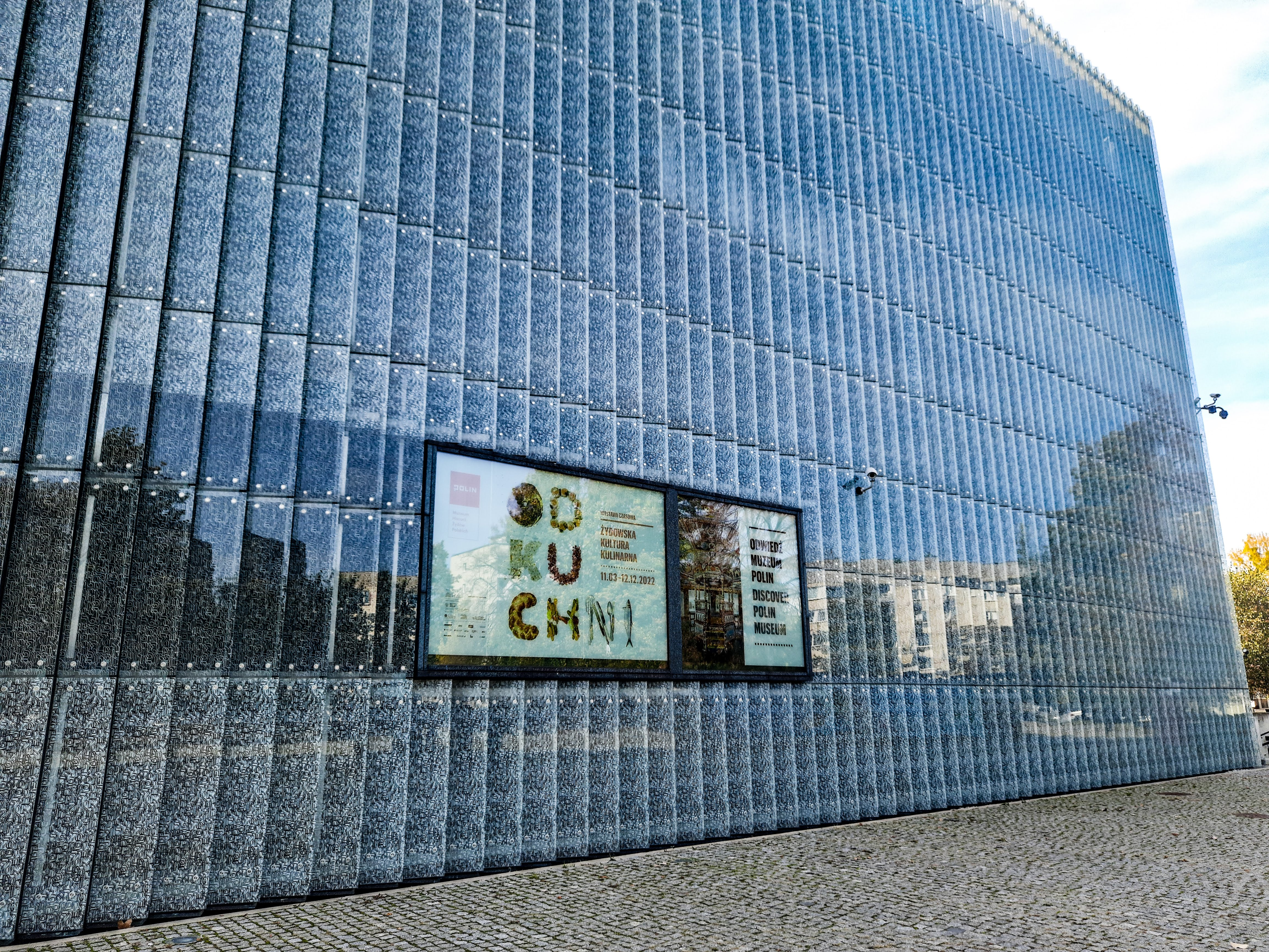
Widok na gmach budynku w 2022 roku podczas trwania wystawy Od kuchni. Żydowska kultura kulinarna.

Muzeum realizuje dwie funkcje: tradycyjnego muzeum i centrum kulturalno-edukacyjnego. Oprócz działalności muzealnej, skoncentrowanej wokół wystawy stałej oraz wystaw czasowych, Muzeum organizuje m.in. wykłady, seminaria, panele dyskusyjne, spotkania z ludźmi sztuki i kultury, spotkania z osobami, które pamiętają czasy Zagłady, ale także koncerty, przedstawienia teatralne i warsztaty dla dzieci. Organizuje i współorganizuje imprezy związane ze wspieraniem tolerancji i różnorodności.
Muzeum prowadzi także działania mające na celu tworzenie i udostępnianie zbiorów historii mówionej z okresu II wojny światowej, związanej z losami polskich Żydów, m.in. podpisało umowę z USC Shoah Foundation, która udostępniła polskiej placówce swoje zasoby zawierające kilkadziesiąt tysięcy relacji osób uratowanych z Zagłady.

### Edukacja
Dzięki wsparciu finansowemu uzyskanemu z Norweskiego Mechanizmu Finansowego i EOG Muzeum przeznaczyło w latach 2013–2016 w sumie 3 miliony euro (ok. 12 milionów złotych) na projekty edukacyjne, skierowane głównie do dzieci i młodzieży.
W latach 2020–2024 dzięki grantowi w wysokości 10 milionów euro udzielonemu przez Islandię, Liechtenstein i Norwegię z Funduszu EOG oraz przez budżet krajowy w ramach projektu „Żydowskie Dziedzictwo Kulturowe” do młodzieży, edukatorów, specjalistów i szerokiej publiczności na całym świecie docierają różnorodne programy edukacyjne w ramach projektu „Żydowskie Dziedzictwo Kulturowe”.

### Kolekcja Muzeum
Kolekcja Muzeum POLIN to ponad 17,5 tysiąca zbiorów materialnych (wraz z depozytami i zabytkami archeologicznymi), ponad 440 tysięcy zbiorów niematerialnych oraz 15 tys. zbiorów bibliotecznych. Choć początki kolekcji Muzeum POLIN sięgają 1998 roku, to kolekcję rozwinięto kilka lat później – dzięki Programowi Zbierania Pamiątek, który odpowiadał na potrzebę ocalenia ostatnich śladów żydowskiej obecności w Polsce. Obecnie Muzeum posiada kolekcję rozpoznawalną wśród instytucji w Polsce i na świecie.
W zbiorach Muzeum Historii Żydów Polskich znajdują się judaika, w tym przedmioty kultu religijnego, wykorzystywane podczas praktyk religijnych, np. świeczniki, filakterie czy ozdobne besaminki, także przedmioty związane bezpośrednio z modlitwą, jak aksamitne woreczki, do których chowano tałes po skończonej modlitwie. Zbiory Muzeum obejmują również dzieła sztuki XIX- i XX-wieczne oraz współczesne, związane z żydowskim dziedzictwem artystycznym, odwołujące się poprzez temat lub biografię autora (np. prace Marka Szwarca), Ewy Kuryluk, Elżbiety Nadel do historii i dziedzictwa polskich Żydów lub relacji polsko-żydowskich, jak w przypadku prac współczesnych artystów: Wilhelma Sasnala, Jadwigi Sawickiej, Rafała Jakubowicza, Artura Żmijewskiego czy Huberta Czerepoka. W tej części kolekcji mieszczą się również dzieła fotografii artystycznej m.in. takich twórców jak Tadeusz Rolke, Krzysztof Gierałtowski, Agnieszka Traczewska czy Wojciech Wilczyk. Ostatnią grupą są zabytki archeologiczne jako świadectwo historii z terenów byłych gett lub fragmenty przedmiotów synagogalnych, wydobytych podczas prac archeologicznych m.in. na terenie Muranowa przed powstaniem Muzeum. Najliczniejsze w kolekcji instytucji są zbiory historyczne i archiwalne, które dokumentują historię polskich Żydów od drugiej połowy XIX wieku do współczesności. Obejmują przedmioty codziennego użytku (np. odzież, przedmioty osobiste, część wyposażenia domów), fotografie, dokumenty, rękopisy, listy, a także obiekty należące do dorobku kultury materialnej (np. bima, kuczka), numizmaty, militaria, obiekty stanowiące świadectwo bezczeszczenia i niszczenia dziedzictwa Żydów polskich, np. przedmioty wykonane ze zwojów Tory i macew czy świadectwa antysemityzmu – przedmioty stanowiące następstwo zachowań, poglądów i postaw antysemickich lub represji wobec Żydów.
W latach 2009 i 2013 Muzeum otrzymało pamiątki po Irenie Sendlerowej (medal i dyplom Sprawiedliwy wśród Narodów Świata, honorowe obywatelstwo Izraela, honorowe obywatelstwo miasta Otwocka wraz z kluczem do bram miasta, medale, pamiątki, książki oraz listy, które Irena Sendlerowa przez wiele lat otrzymywała od młodzieży z całego świata).

#### Kolekcja cyfrowa
Zbiory cyfrowe Muzeum zawierają dokumentację fotograficzną materialnego dziedzictwa żydowskiego (m.in. fotografie synagog w dawnych ośrodkach chasydzkich, unikatowych drewnianych synagog przedwojennych, a także współczesne ujęcia zabytków, miejsc pamięci i ośrodków Zagłady), wywiady audio i wideo historii mówionej, m.in. z uczestnikami i świadkami wydarzeń Marca 1968, z polskimi Sprawiedliwymi wśród Narodów Świata, nagrania z darczyńcami oraz zdigitalizowaną ikonografię archiwalną, m.in. zbiór zdjęć i wspomnień rodzinnych „Polskie Korzenie w Izraelu”. Kolekcja cyfrowa Muzeum jest dostępna na portalach Wirtualny sztetl i Polscy Sprawiedliwi.

### Wolontariat
Działalność Muzeum wspierają również wolontariusze. W styczniu 2013 roku powstało Centrum Wolontariatu – od tego czasu współpracę w wolontariacie stałym podjęło prawie 600 osób, a od 2013 roku (pierwszej akcji Żonkile) liczba zgłoszeń na wolontariat akcyjny przekroczyła 5 tysięcy. Obecnie Muzeum POLIN wspiera na stałe ponad 120 wolontariuszy.

## Władze

### Dyrektorzy
- Jerzy Halbersztadt (p.o., 2005–2011)
- Agnieszka Rudzińska-Rytel (p.o., 2011–2012)[111]
- Andrzej Cudak (p.o., 2012–2014)[112]
- Dariusz Stola (2014–2019)[113]
- Zygmunt Stępiński od 2020 (2019–2020 p.o.)[114]

W związku z przypadającym w 2019 roku końcem kadencji Dariusza Stoli, minister kultury i dziedzictwa narodowego Piotr Gliński nie zgodził się na postulowane przez dwie pozostałe instytucje współprowadzące Muzeum (prezydenta Warszawy i Stowarzyszenie ŻIH) przedłużenie dyrektorowi kontraktu bez konkursu. W maju 2019 roku komisja konkursowa wybrała Dariusza Stolę na kolejną kadencję. Minister kultury i dziedzictwa narodowego nie powołał go jednak na stanowisko dyrektora, tłumacząc to jego zaangażowaniem politycznym. W lutym 2019 roku Zygmunt Stępiński został p.o. dyrektora, a od 1 marca 2020 roku – dyrektorem Muzeum Historii Żydów Polskich POLIN. W 2023 roku został wybrany na kolejną kadencję, która potrwa do 28 lutego 2026 roku.
Obecnie funkcję wicedyrektorek Muzeum Historii Żydów Polskich pełnią Jolanta Gumula, Patrycja Mędza oraz Łucja Koch.

### Rada Muzeum
Obecni członkowie Rady Muzeum
- Nominowani przez Ministerstwo Kultury i Dziedzictwa Narodowego[120]
  - Michał Bilewicz[121]
  - Barbara Engelking
  - Artur Hofman
  - Małgorzata Niezabitowska
  - Dariusz Stola

- Nominowani przez m.st. Warszawę
  - Ewa Malinowska-Grupińska
  - Ronald S. Lauder
  - Aldona Machnowska-Góra
  - Andrzej Paczkowski
  - Ryszard Schnepf

- Nominowani przez Stowarzyszenie Żydowski Instytut Historyczny w Polsce
  - Anita Friedman
  - Konstanty Gebert
  - Adam Daniel Rotfeld
  - Dianne Taube
  - Piotr Wiślicki – przewodniczący

Byli członkowie Rady Muzeum:
- Władysław Bartoszewski
- Waldemar Dąbrowski
- Corinne Evens
- Rafał Grupiński
- Israel Gutman
- Ewa Junczyk-Ziomecka
- Piotr Kadlicik
- Ewa Kawecka-Włodarczak
- Jan Jerzy Kulik
- Wiktor Markowicz
- Aleksandra Katarzyna Namysło[123]
- Małgorzata Niezabitowska
- Włodzimierz Paszyński
- Shana Penn
- Renata Wiśniewska
- Zygmunt Rolat
- Henryk Samsonowicz
- Jarosław Sellin
- Albert Stankowski
- Bożena Szaynok
- Mateusz Szpytma
- Janusz Tazbir
- Marian Turski
- Feliks Tych
- Bronisław Wildstein

### Nagroda POLIN
Muzeum Historii Żydów Polskich przyznaje Nagrodę POLIN osobom lub organizacjom pozarządowym, które działają na rzecz przywracania pamięci o historii polskich Żydów oraz przyczyniają się do kształtowania wspólnej przyszłości, wzajemnego zrozumienia i szacunku pomiędzy Polakami a Żydami. Pierwsza nagroda została przyznana w 2015 roku.
Laureaci konkursu w latach 2015–2022:
- Tomasz Pietrasiewicz (2015),
- Jacek Koszczan (2016),
- Joanna Podolska (2017),
- Tomasz Wiśniewski (2018),
- Natalia Bartczak (2019),
- Paweł Kulig (2020),
- Dariusz Popiela (2021),
- Katarzyna Łaziuk (2022).

### Akcja „Żonkile”
W kwietniu 2013 roku, w czasie obchodów 70. rocznicy powstania w getcie warszawskim, Muzeum zainaugurowało społeczno-edukacyjną akcję „Żonkile”. Wzięło w niej udział 500 wolontariuszy. Celem akcji jest kultywowanie pamięci o bohaterach powstania w getcie warszawskim. Każdego roku, 19 kwietnia, wolontariusze rozdają przechodniom w Warszawie papierowe żonkile – kwiaty, które Marek Edelman, jeden z przywódców powstania, co roku składał w miejscach pamięci związanych z zagładą Żydów.
Akcję, pod hasłem „Łączy nas pamięć”, od 2015 roku wspierają Ambasadorzy i Ambasadorki, których Muzeum wybiera spośród osób przedstawicieli polskiej kultury. Tę funkcję pełnili dotychczas m.in. Andrzej Seweryn, Maja Ostaszewska, Irena Santor, Mariusz Szczygieł, Agata Kulesza, Dawid Ogrodnik, Wanda Traczyk-Stawska, Dawid Podsiadło, Kayah, Krzysztof Zalewski, Bartek Gelner, Grupa Granica czy Ralph Kaminski.

## Znamienici Darczyńcy i Rada Darczyńców

### Znamienici Darczyńcy
Znamienici Darczyńcy to grono osób oraz instytucji, które wsparły działania programowe muzeum już po zakończeniu kampanii założycielskiej Muzeum Historii Żydów Polskich, prowadzonej w latach 1993–2014 przez Stowarzyszenie Żydowski Instytut Historyczny w Polsce. Pierwszym Znamienitym Darczyńcą jest biznesmen oraz kolekcjoner i mecenas sztuki Gregory Jankilevitsch.
Aktualna lista Znamienitych Darczyńców Muzeum Historii Żydów Polskich obejmuje:
- Koret Foundation
- Jan Kulczyk w imieniu Kulczyk Holding
- Zygmunt Rolat
- Taube Family Foundation
- William K. Bowes, Jr. Foundation
- Rodzina Parasol oraz The Bonita Trust
- Monika i Wiktor Markowicz
- Irene Kronhill Pletka oraz The Kronhill Pletka Foundation
- Carmit i Ygal Ozechov
- Tomek Ulatowski
- Janette i Aleksander Goldberg
- Foundation for Polish-German Cooperation
- Conference on Jewish Material Claims Against Germany
- Rodziny Oliwenstein i Radzyminski
- The Neubauer Family Foundation w imieniu Miles’a Lermana
- The David Berg Foundation
- The Jewish Community Federation of San Francisco
- Rodzina Hellman
- Fundacja Rodziny Nissenbaumów
- Orange Polska
- Klara i Larry A. Silverstein
- Helen Tramiel z d. Goldgrub i Jack Tramiel z d. Trzmiel
- Rząd Federalny Niemiec
- Królestwo Norwegii
- Gregory Jankilevitsch
- Fundacja Odette i Nimroda S. Ariava
- Robert Wereda

### Rada Darczyńców
Rada Darczyńców jest komitetem wsparcia założonym w 2015 roku. W jego skład wchodzą przedstawiciele grona Znamienitych Darczyńców muzeum. Rolą rady jest wspieranie muzeum oraz Stowarzyszenia Żydowski Instytut Historyczny w Polsce w kontaktach z zagranicznymi społecznościami żydowskimi, środowiskami opiniotwórczymi i potencjalnymi nowymi darczyńcami. Członkowie rady sponsorują także budżet fundraisingu SŻIH.
Aktualnymi członkami Rady Darczyńców są:
- Tad Taube
- Zygmunt Rolat
- Anita Friedman
- Corinne Evens
- Irene Kronhill Pletka
- Ygal Ozechov
- Tomek Ulatowski
- Andrzej Rojek

## Portale Muzeum

### Polin.pl
To główny portal Muzeum Historii Żydów Polskich, na którym publikowane są m.in. aktualności – informacje o wystawach, projektach, spacerach, koncertach, konferencjach, warsztatach, wydarzeniach dla dzieci i młodzieży oraz osób z niepełnosprawnościami.
Na stronie polin.pl znajdują się także zakładki poświęcone historii, misji i wizji Muzeum oraz podstrony z ogłoszeniami (np. ofertami pracy i zamówieniami publicznymi) czy informacjami prasowymi dla mediów.

### Wirtualny Sztetl
Wirtualny Sztetl jest portalem internetowym poświęconym żydowskiej historii lokalnej, działającym pod patronatem Muzeum. Strona działa oficjalnie od 16 czerwca 2009.
Prezentuje historię polskich Żydów, którzy przed II wojną światową zamieszkiwali małe miasteczka (jid. sztetl). Prowadzony jest w czterech wersjach językowych: polskiej, angielskiej, hebrajskiej i niemieckiej.
Poza historiami społeczności żydowskiej w zasobach Wirtualnego Sztetla znajdują się: bogata ikonografia (ponad 30 000 obiektów), hasła i eseje biograficzne (ponad 3200), ponad 1700 haseł słownikowych oraz opracowania encyklopedyczne z zakresu życia społecznego Żydów: religii, tradycji, edukacji, gospodarki, kultury.
Portal jest rozwijany dzięki wysiłkom wielu instytucji, organizacji i osób prywatnych oraz korzysta z doświadczeń innych projektów internetowych, takich jak izrael.badacz.org i Diapozytyw (Instytut Adama Mickiewicza), PWN. Współpracuje z Żydowskim Instytutem Historycznym, Muzeum Holokaustu w Waszyngtonie, Instytutem Jad Waszem oraz regionalnymi instytucjami kultury. Wirtualny Sztetl ma ok. 1 mln odsłon rocznie.

### Polscy Sprawiedliwi
Portal Polscy Sprawiedliwi od 2007 roku dokumentuje historie Polek i Polaków, którzy bezinteresownie pomagali Żydom podczas okupacji niemieckiej (1939–1945). Upamiętnia przede wszystkim osoby uhonorowane przez Instytut Jad Waszem tytułem Sprawiedliwych wśród Narodów Świata oraz ukrywających się z ich pomocą Żydów – często bezimienne ofiary Zagłady. Portal prowadzony jest w dwóch wersjach językowych: polskiej i angielskiej.
Najważniejsza zakładką na portalu jest kolekcja historii pomocy, czyli ponad 1000 opracowań historiograficznych, uzupełnionych o archiwalne fotografie i dokumenty (przeszło 10 000 obiektów), a także fragmenty wywiadów biograficznych ze zbiorów Muzeum POLIN.
Historie pomocy uzupełniają opracowania monograficzne i zakładki tematyczne, które przybliżają kontekst okupacji niemieckiej w Polsce, w tym wybrane zagadnienia historii Zagłady – szczególnie doświadczenie ukrywania się Żydów po tzw. aryjskiej stronie. Portal Polscy Sprawiedliwi ma ok. 500 tysięcy odsłon rocznie.

## Nagrody i wyróżnienia dla Muzeum
Muzeum Historii Żydów Polskich było wielokrotnie nagradzane za działalność wystawienniczą i edukacyjną. W kwietniu 2015 roku (kilka miesięcy po otwarciu) wystawa stała „1000 lat historii Żydów polskich” została wyróżniona w XXXV konkursie na muzealne wydarzenie roku Sybilla 2014 w kategorii wystawy historyczne i archeologiczne. W maju 2015 roku wystawa znalazła się w finale konkursu Wydarzenie Historyczne Roku 2014.
W kwietniu 2016 roku Muzeum zostało uhonorowane nagrodami europejskimi: European Museum of the Year Award 2016 (Europejskie Muzeum Roku 2016), a miesiąc później – European Museum Academy Prize. Muzeum Historii Żydów Polskich dwukrotnie zostało laureatem Nagrody Europa Nostra w kategorii „Edukacja, szkolenia i podnoszenie świadomości”:
- w 2017 roku za realizację programu edukacyjnego „Żydowskie dziedzictwo kulturowe”[144];
- w 2022 roku za TISZ Festiwal Żydowskiego Jedzenia[145].

Muzeum było także wielokrotnie nagradzane w konkursie Sybilla. W latach 2015–2020 otrzymało:
- Wyróżnienie za cykl wirtualnych wystaw „W ukryciu” (2015);
- Nagrodę Sybilla 2016 w kategorii „Wystawa sztuki”[146] za wystawę „Frank Stella i synagogi dawnej Polski”[147] (2016);
- Wyróżnienie w kategorii „Zarządzanie” dla portalu Wirtualny Sztetl oraz w kategorii „Edukacja” dla akcji społeczno-edukacyjnej Żonkile (2018)[148];
- Nagrodę Sybilla 2019 w kategorii „Zarządzanie” za zarządzanie zasobem genealogicznym[149] w Centrum Informacji Historycznej[150] Muzeum POLIN (2020);
- Wyróżnienie w kategorii „Wystawy czasowe”[151] za wystawę „W Polsce króla Maciusia. 100-lecie odzyskania niepodległości” (2020)[152].

W dorobku Muzeum znajdują się także nagrody przyznane w ramach konkursu „Mazowieckie Zdarzenia Muzealne – WIERZBA”, m.in.
- Honorowe wyróżnienie w kategorii „Najciekawsza wystawa zorganizowana przez placówkę muzealną na Mazowszu” za ekspozycję czasową „Warszawa, Warsze” (2015)[154].
- I miejsce za wystawę „W Polsce króla Maciusia. 100-lecie odzyskania niepodległości” w kategorii „Niepodległa” (2019);
- I miejsce w kategorii „Najciekawsze wydawnictwo muzealne” za wydawnictwo pt. „Gdynia – Tel Awiw”, koncepcja i redakcja naukowa: Artur Tanikowski (2020);
- III miejsce w kategorii „Najlepszy obiekt otwarty” dla Łąki Leśmiana (2021)[155];
- II miejsce ex aequo za wystawę „Wilhelm Sasnal: Taki pejzaż” w kategorii „Wystawy przygotowane przez większe muzea” (2022)[156];
- III miejsce ex aequo za projekt „Muzeum w pudełku” w kategorii „Projekt edukacyjny” (2022)[156];
- III miejsce ex aequo za projekt pt. „Historie osobiste – cykl filmów oraz konferencja edukacyjna” w kategorii „Muzea w sieci” (2022)[156].

## Pozostałe informacje
- 18 kwietnia 2013 roku Rada m.st. Warszawy nadała ciągowi pieszemu, biegnącemu od ul. Anielewicza do ulicy Józefa Lewartowskiego pomiędzy gmachem Muzeum Historii Żydów Polskich a pomnikiem Bohaterów Getta, nazwę alei Ireny Sendlerowej[157].
- 11 maja 2013 roku Zarząd Transportu Miejskiego zmienił nazwę zespołu przystankowego „Nalewki”, znajdującego się przy ulicy Anielewicza, na „Nalewki-Muzeum”[158].